# Europe (lune)
Vous lisez un « article de qualité » labellisé en 2020.  Il fait partie d'un « thème de qualité ».
Pour les articles homonymes, voir Europe (homonymie).
Europe, ou Jupiter II, est un satellite naturel de Jupiter. Plus spécifiquement, il s'agit de la plus petite lune galiléenne et la sixième lune la plus proche de la planète parmi les 95 connues de Jupiter, possédant un demi-grand axe de 671 100 km et une période de révolution d'environ 85 heures. Par ailleurs, elle est la sixième plus grande lune du Système solaire avec un diamètre de 3 122 km.
Légèrement plus petite que la Lune, Europe est principalement constituée de roches silicatées et d'une croûte de glace d'eau, ainsi que probablement d'un noyau de fer et de nickel. Elle possède une très mince atmosphère, composée principalement d'oxygène. Sa surface présente notamment des stries glaciaires et des fissures appelées lineae, mais peu de cratères d'impact.
Europe possède la surface la plus lisse de tous les objets célestes connus du Système solaire. Cette surface jeune — d'un âge estimé à 100 millions d'années — et sans relief, associée à la présence d'un champ magnétique induit, conduit à l'hypothèse que, malgré une température de surface moyenne de 90 K (−183 °C), elle posséderait un océan d'eau souterrain d'une profondeur de l'ordre de 100 km qui pourrait éventuellement abriter une vie extraterrestre. Le modèle prédominant suggère que le réchauffement par effet de marée dû à son orbite légèrement excentrique — maintenue par sa résonance orbitale avec Io et Ganymède — permet à l'océan de rester liquide et entraînerait un mouvement de glace similaire à la tectonique des plaques, la première activité de ce type constatée sur un autre objet que la Terre. Du sel observé sur certaines caractéristiques géologiques suggère que l'océan interagit avec la croûte, fournissant également une source d'indices pour déterminer si Europe pourrait être habitable. En outre, le télescope spatial Hubble a détecté l'émission de panaches de vapeur d'eau similaires à ceux observés sur Encelade, une lune de Saturne, qui seraient causés par des geysers en éruption et qui permettraient éventuellement de détecter des traces de vie sans avoir à utiliser d'atterrisseur — aucune sonde n'ayant jamais atterri sur cette lune.
Observée pour la première fois en janvier 1610 par Galilée avec les autres satellites galiléens, elle a été nommée ainsi par l'astronome Simon Marius — celui-ci affirmant par ailleurs avoir découvert l'astre en premier — d'après le personnage de la mythologie grecque Europe, mère phénicienne du roi Minos de Crète et amante de Zeus (Jupiter dans la mythologie romaine). En plus des observations télescopiques terrestres, cette lune est étudiée à partir des années 1970 par une succession de survols de sondes spatiales, des programmes Pioneer puis Voyager jusqu'à la mission Galileo, lancée en 1989 et achevée en 2003, qui fournit l'essentiel des données actuelles sur Europe. Deux nouvelles missions sont prévues : Jupiter Icy Moons Explorer (JUICE) de l’Agence spatiale européenne, lancée en avril 2023 et destinée à l'étude de Ganymède, mais qui comprendra deux survols d'Europe, et une mission de la NASA destinée à l'étude d'Europe, Europa Clipper, lancée en octobre 2024.

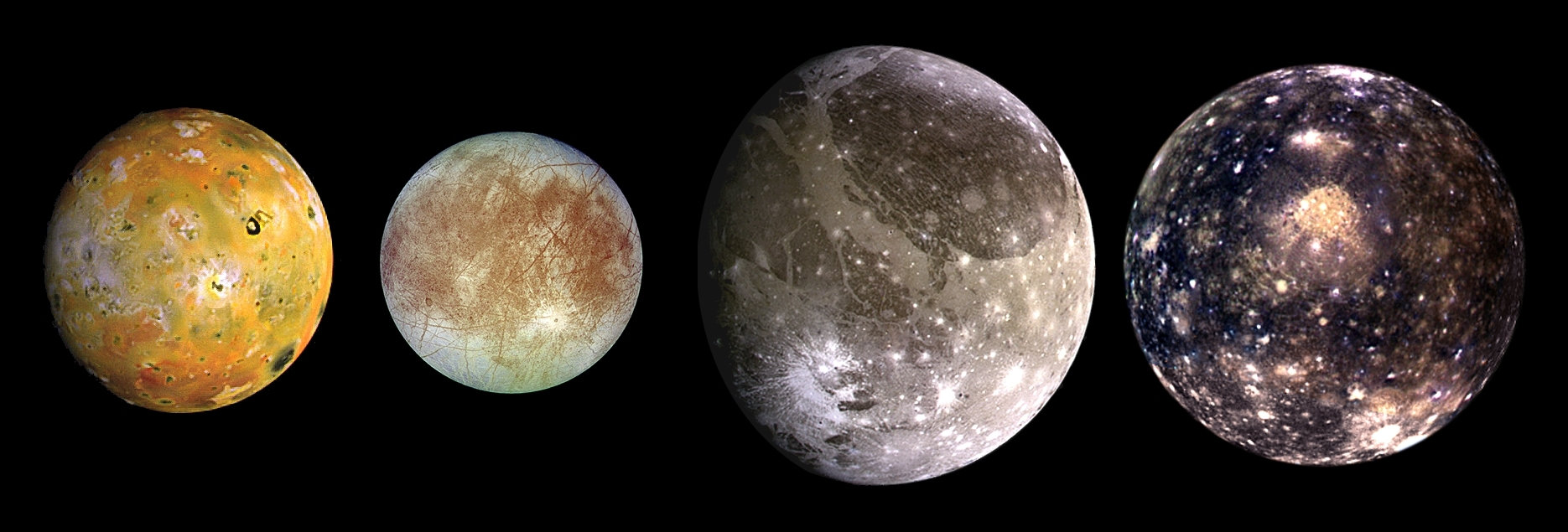
Comparaison à l'échelle des satellites galiléens, avec de gauche à droite : Io, Europe, Ganymède et Callisto.

## Orbite et rotation

Animation de la résonance orbitale entre Io, Europe et Ganymède.

Le demi-grand axe de l'orbite d'Europe autour de Jupiter est de 670 900 km par rapport au centre de la planète. Cette orbite se situe entre celles de Io et de Ganymède ; Europe est le 6e satellite le plus proche de Jupiter. Sa période de révolution est de 3 j 13 h 14,6 min, la lune orbitant dans le sens direct avec une excentricité de 0,009 4 — l'orbite est donc presque circulaire. Le plan de l’orbite d’Europe est faiblement incliné de 0,47° par rapport à l’écliptique.
Europe est en résonance orbitale 1:2 avec Io et 2:1 avec Ganymède : quand Europe parcourt une orbite, Io en parcourt deux ; similairement, Europe deux orbites pour une seule de Ganymède — comme il y a plusieurs objets en résonance, on parle également de résonance de Laplace,. Cette résonance est stabilisée par les forces mutuelles de gravitation entre Jupiter, Io, Europe et Ganymède,.
Comme les autres satellites galiléens — et similairement à la Lune vis-à-vis de la Terre — Europe possède une rotation synchrone : sa période de révolution est la même que sa période de rotation, impliquant que la lune garde toujours la même face dirigée vers Jupiter. Cette particularité permet de définir le système des longitudes sur Europe : son premier méridien et son équateur se rencontrent au point subjovien. Aussi, le côté d'Europe faisant toujours face à Jupiter est connu comme l'hémisphère subjovien, tandis l'opposé est connu comme l'hémisphère antijovien. Le côté d'Europe faisant toujours face à la direction dans laquelle elle se déplace sur son orbite est appelé hémisphère avant, tandis que le côté qui fait toujours face à la direction opposée est appelé hémisphère arrière.
Des recherches suggèrent cependant que le verrouillage par effet de marées ne serait pas complet. Une rotation non synchrone est envisagée, où Europe tournerait plus vite qu'elle n'orbite ou, du moins, que sa rotation se serait faite ainsi dans le passé. Cela suggère une asymétrie dans la distribution de masse interne et qu'une couche de liquide souterraine — un océan — sépare la croûte glacée de l'intérieur rocheux,.
La légère excentricité de l'orbite d'Europe, maintenue par les perturbations gravitationnelles issues des autres lunes, fait également osciller le point sous-jovien d'Europe autour d'une position moyenne. Lorsque Europe se rapproche un peu plus de Jupiter, l'attraction gravitationnelle augmente, provoquant un allongement de la forme de la lune ; tandis que lorsqu'elle s'éloigne légèrement de la planète, la force gravitationnelle de Jupiter diminue, amenant Europe à se détendre dans une forme plus sphérique et à créer des marées dans son océan. L'excentricité orbitale d'Europe oscille également du fait de sa résonance orbitale avec Io. Ainsi, le réchauffement par effet de marée pétrit l'intérieur d'Europe et lui donne une source de chaleur, permettant à son océan souterrain de rester liquide tout en conduisant des processus géologiques souterrains,. La source originelle de cette énergie est la rotation de Jupiter, qui est exploitée par Io à travers les marées qu'elle soulève sur Jupiter et est transférée à Europe et à Ganymède par la résonance orbitale,.
L'analyse des fissures et stries qui tapissent Europe montre qu'elle possédait une plus importante inclinaison de l'axe par le passé,. En effet, l'immense réseau de fissures entrecroisées d'Europe archive les contraintes causées par les marées massives dans son océan. L'inclinaison d'Europe pourrait influencer la quantité de chaleur générée par les marées dans son océan ou la durée écoulée depuis que l'océan est liquide. Sa couche de glace doit s'étirer pour s'adapter à ces changements : quand les contraintes deviennent trop grandes, des cassures apparaissent. L'inclinaison de l'axe d'Europe pourrait suggérer que ses fissures seraient récentes à l'échelle géologique. En effet, la direction du pôle de rotation peut changer de quelques degrés par jour, complétant une période de précession sur plusieurs mois. Cependant, il n'a pas encore été déterminé quand ce décalage hypothétique de l'axe de rotation aurait pu se produire,.
Depuis la surface d'Europe, Jupiter sous-tend un arc approchant 11,8°, faisant apparaître Jupiter comme présentant environ 23,5 fois la taille apparente de la Lune dans le ciel terrestre,. Cela correspond à une surface apparente dans le ciel environ 550 fois plus importante.

## Caractéristiques physiques

### Masse et diamètre

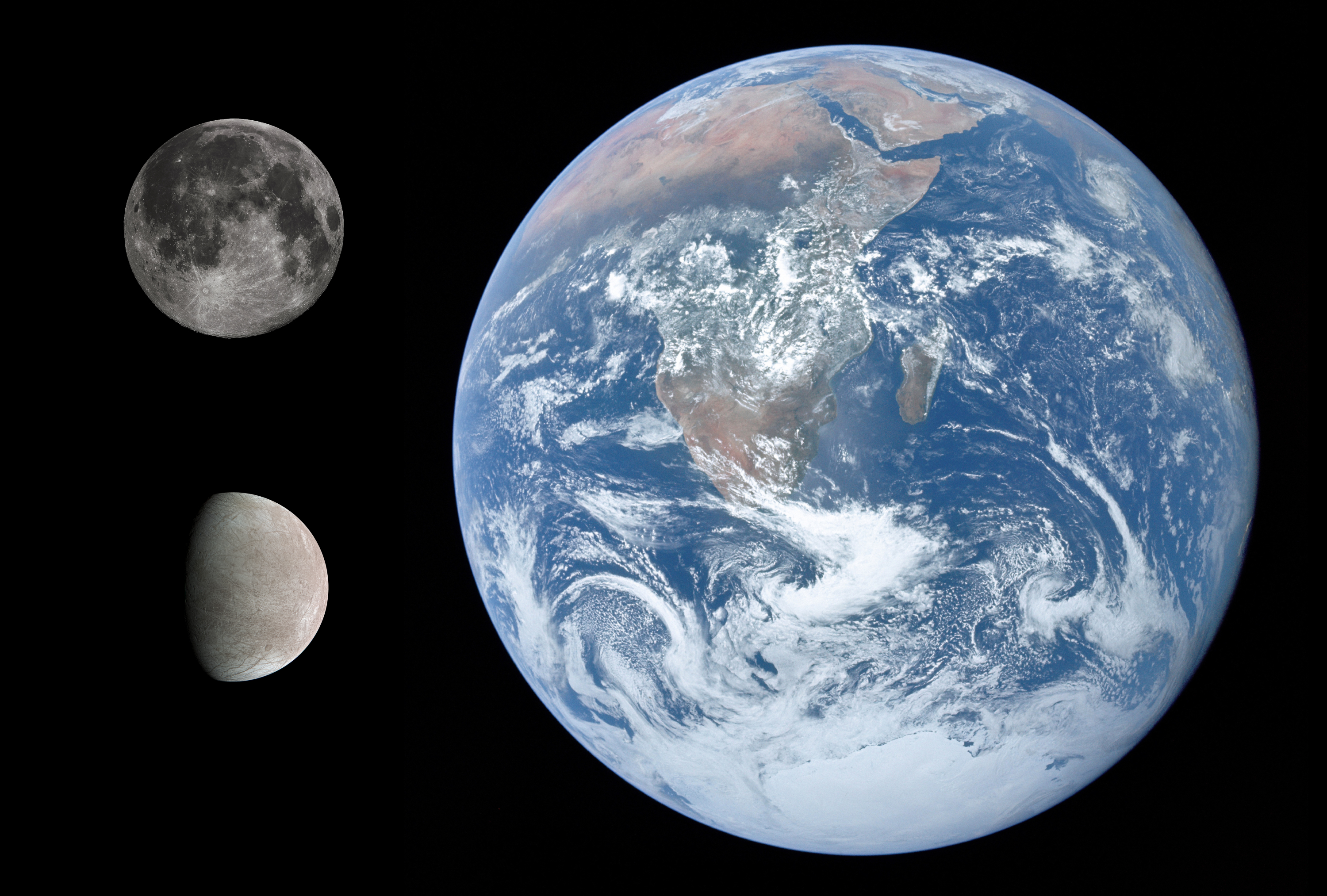
Comparaison des tailles d'Europe (en bas à gauche) avec la Lune (en haut à gauche) et la Terre (à droite).

Europe est légèrement plus petite que la Lune : son rayon moyen est de 1 560,8 km — environ 10 % inférieur à celui de la Lune — et sa masse de 4,8 × 1022 kg — environ 34 % plus faible que celle de la Lune,. Europe possède une forme d'ellipsoïde de révolution, son plus grand axe étant dirigé vers Jupiter, en conséquence de sa rotation sur elle-même et de sa rotation synchrone.
Parmi les lunes galiléennes, Europe est de loin la plus petite et la moins massive de toutes. Elle reste cependant la sixième plus grande lune du Système solaire et sa masse dépasse la somme totale de celles des satellites connus du Système solaire plus petits qu'elle,,.

### Structure interne

#### Océan subglaciaire
Le consensus scientifique est qu'Europe possède une couche externe d'eau d'une épaisseur de l'ordre de la centaine de kilomètres — les dimensions exactes des structures internes sont inconnues — composée d'une partie gelée comme croûte puis une partie liquide sous la glace comme océan subglaciaire,.

##### Existence

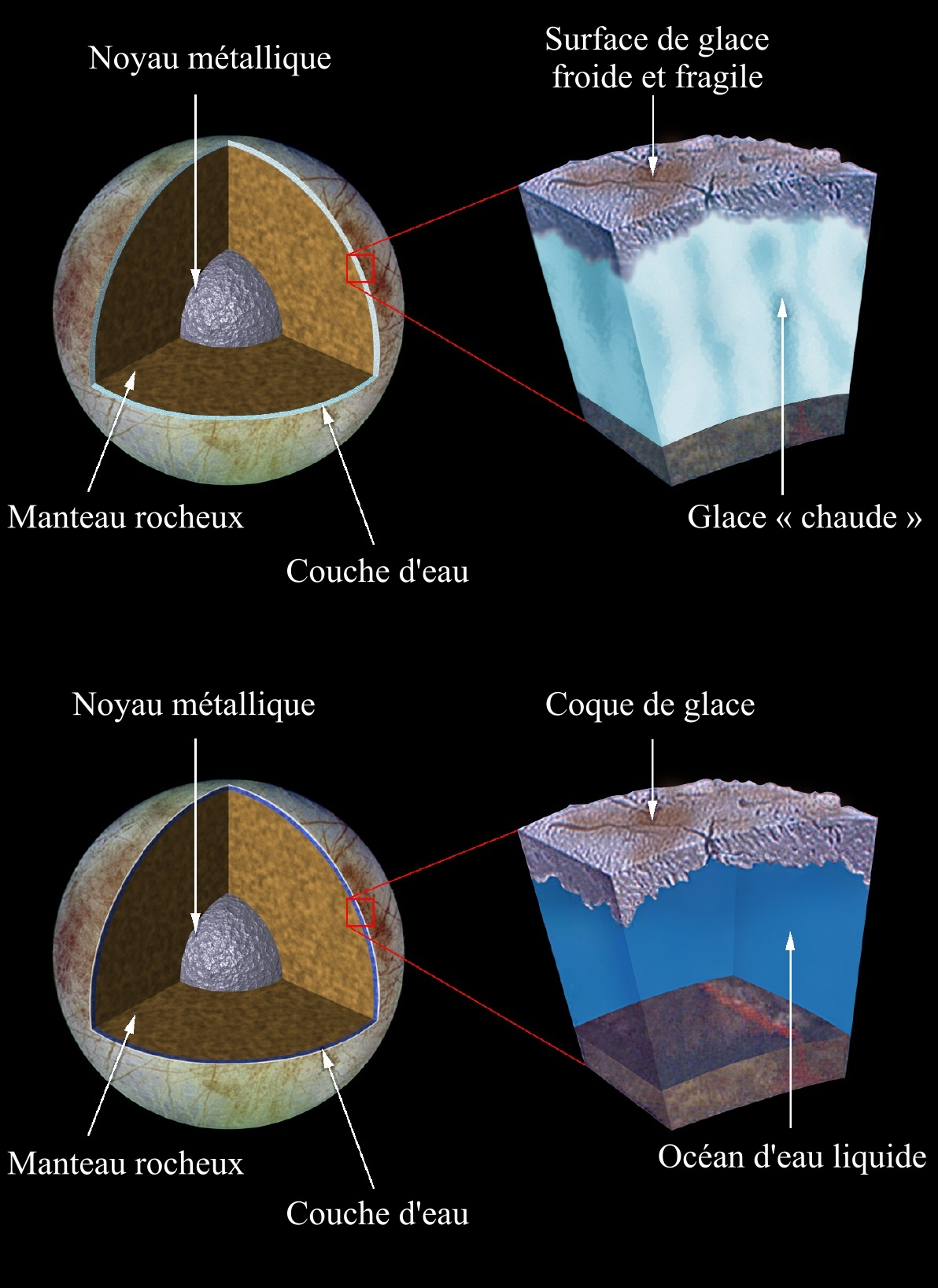
Deux modèles proposés de la structure interne d'Europe, celui de l'océan liquide faisant consensus sans que son existence soit certaine.

La variabilité du champ magnétique d'Europe et le découplage apparent de la surface de glace par rapport à l'ensemble du satellite — marqué par la dérive des lineae — détectés par Voyager et Galileo poussent à l'hypothèse que sous la glace se trouve un océan continu d'eau salée — le champ magnétique induit suggérant la présence d'une couche conductrice souterraine —, dont les remontées conduiraient après évaporation aux dépôts de sel remarqués le long des lineae,,. Cette couche d'eau serait maintenue liquide grâce à la chaleur produite par le réchauffement par effet de marées créé par l'orbite légèrement excentrique d'Europe et sa résonance orbitale avec deux autres lunes galiléennes, Io et Ganymède,.
L'exemple le plus marquant en faveur de la thèse d'un océan souterrain est celui des chaos, structures assez commune sur Europe qui sont interprétées comme des régions où l'océan subglaciaire aurait fondu à travers la croûte glacée en y laissant du sel — cette interprétation demeurant controversée,. Toutefois, il existe un modèle concurrent ne supposant pas l'existence d'un océan liquide mais plutôt d'une couche de glace plus chaude que celle en surface réalisant les mouvements de convection nécessaires aux variations de champs observées. Celui-ci est cependant moins populaire.

Le 26 septembre 2016, la NASA révèle plusieurs observations réalisées à l'aide d'Hubble, qui montrent que des émissions de panaches d'eau similaires à des geysers (sous forme de vapeur) se produisent à la surface d'Europe. De tels panaches rendraient possible l'échantillonnage de l'océan subglaciaire de la lune sans avoir à forer la couche de glace supérieure,. Un autre argument en faveur de l'existence de tels panaches est par la suite apporté grâce au réexamen de mesures de champ magnétique effectuées en 1997 par la sonde Galileo.

##### Épaisseur de la glace
Les différents modèles estimant l'épaisseur de glace au-dessus de l'océan donnent des valeurs comprises entre quelques kilomètres et des dizaines de kilomètres,. La température moyenne à la surface d'Europe est d'environ 96 K (−177 °C) à l'équateur et de seulement 46 K (−227 °C) aux pôles, pour une température moyenne sur toute la surface de 90 K (−183 °C), ce qui rendrait la croûte glacée d'Europe totalement solide et « aussi dure que le granite ».

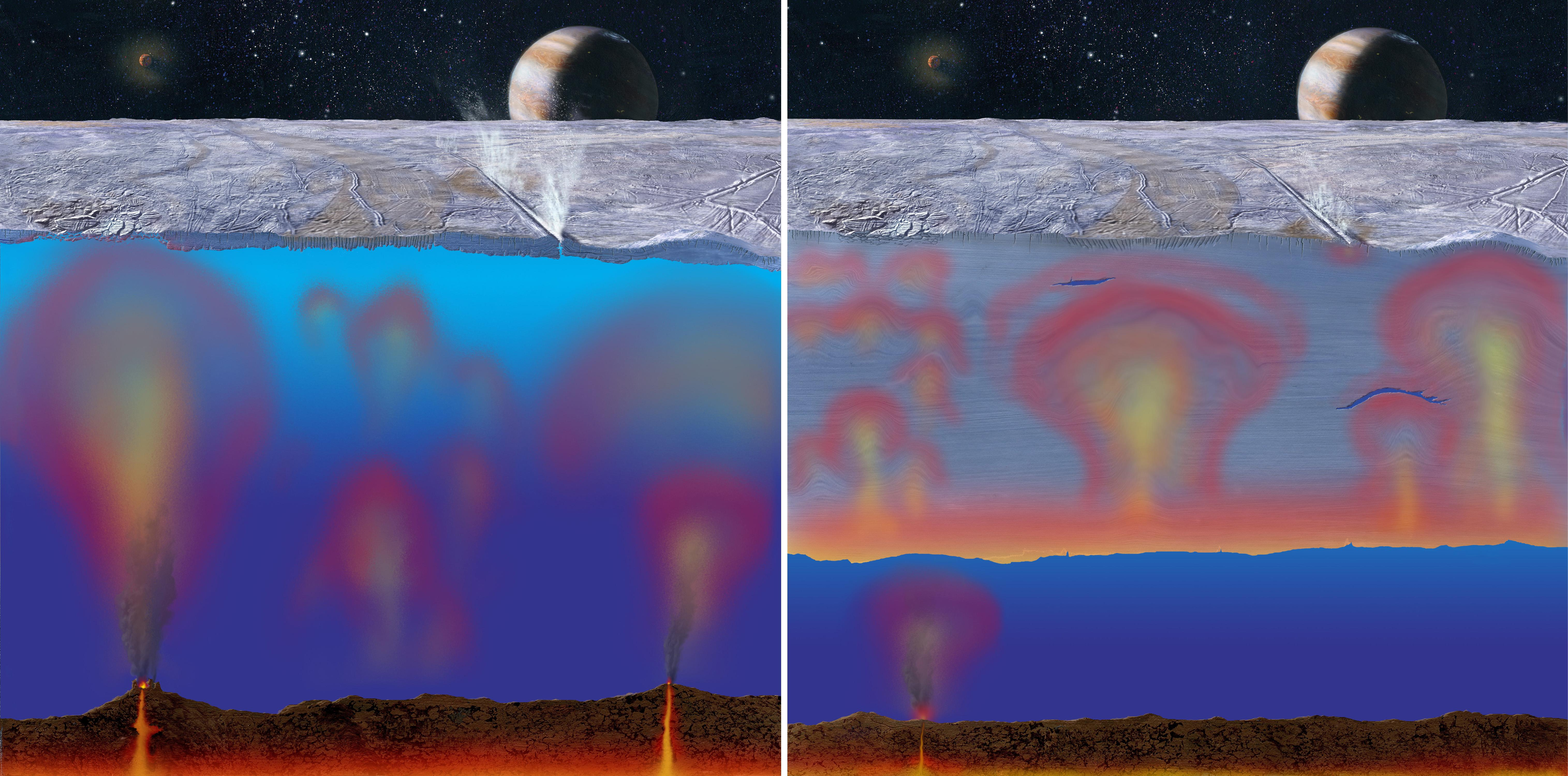
Deux modèles d'épaisseur de la glace : à gauche la glace mince et à droite la glace épaisse.

Par ailleurs, le modèle dit de « glace épaisse » est favorisé par la plupart des géologues, dans lequel l'océan n'interagit jamais, ou alors très rarement, directement avec la surface. Le meilleur indice allant dans le sens de ce modèle de la glace épaisse est l'étude des grands cratères : les plus grandes structures d'impact sont entourées d'anneaux concentriques, et paraissent remplies de glace fraîche relativement plate. En se reposant sur cette donnée et sur la quantité calculée de chaleur générée par les marées, on peut estimer l'épaisseur de la couche de glace comme étant de 10 à 30 kilomètres — en incluant une certaine épaisseur de glace moins froide et plus ductile — pour amener à une épaisseur de l'océan liquide en dessous d'environ 100 kilomètres,. Le volume des océans d'Europe serait donc de 3 × 1018 m3, soit deux à trois fois celui des océans terrestres,.
Dans le modèle dit de « glace mince », la glace ne ferait que quelques kilomètres d'épaisseur. Cependant, la plupart des planétologues concluent que ce modèle ne prend en compte que les couches supérieures de la croûte d'Europe, celles-ci se comportant de manière élastique sous l'effet des marées. Un exemple est l'analyse des flexions de marées, dans laquelle la croûte est modélisée comme un plan ou une sphère chargée et fléchie par un poids. Ce genre de modèle suggère que la partie élastique extérieure de la croûte ne ferait que 200 m d'épaisseur. Aussi, si la coquille de glace d'Europe suivait un tel modèle et n'avait une profondeur que de quelques kilomètres, cela impliquerait la présence de contacts réguliers entre l'intérieur et la surface de la lune, notamment par ses lineae ouvertes.

##### Dynamique
Le champ magnétique de Jupiter étant intense jusqu'au niveau de l'orbite d'Europe, il exerce une influence sur les ions présents dans son océan. Cela provoque un courant océanique d'une vitesse de quelques centimètres par seconde dans un sens contraire à celui de la rotation d'Europe. Ce phénomène pourrait être responsable des failles observées à la surface du satellite,.

#### Structure centrale

Modèle légendé de la structure interne supposée d'Europe.

Sous la couche d'eau d'une épaisseur de l'ordre de 100 km, la densité d'Europe suggère qu'elle présente une structure similaire à celle des planètes telluriques et est donc constituée principalement de roches silicatées,.
Il est estimé que la croûte de glace aurait subi une migration séculaire de 70 à 80° — se renversant presque en angle droit —, ce qui serait hautement improbable si la glace était attachée rigidement au manteau,,.
Plus profondément encore, Europe contient probablement un noyau de fer métallique, supposé être relativement petit,.

### Chaleur interne
Le réchauffement par effet de marées se produit par la flexion et le frottement générés par l'accélération par effet de marée : l'énergie orbitale et rotationnelle est dissipée sous forme de chaleur dans le noyau de la lune, l'océan interne et la croûte de glace. L'énergie thermique fournie permettrait de maintenir liquide l'océan souterrain et servirait aussi de moteur à l'activité géologique de la glace de surface,.

#### Flexion des marées
Les données acquises par les sondes Voyager autour des années 1980 révèlent de grandes disparités entre les quatre satellites galiléens, suggérant un rôle prédominant de l'effet des marées joviennes, celles-ci soumettant les satellites à d'énormes forces de marée gravitationnelles. Malgré la plus faible excentricité de son orbite comparée à celle de Io, l'amplitude de la marée est d'environ 30 mètres,. Elle ne peut entraîner que la fusion de la glace, avec un renouvellement de la surface rapide, ce qui explique le faible nombre de cratères observés.

Animation d'une flexion des marées au cours d'une orbite d'Europe, produisant aussi des frottements.

Par ailleurs, la flexion des marées pétrit l'intérieur et la coque de glace d'Europe, qui devient alors une source de chaleur,. En fonction de l'inclinaison orbitale, la chaleur générée par le flux océanique pourrait être de cent à des milliers de fois supérieure à la chaleur générée par la flexion du noyau rocheux d'Europe en réponse à l'attraction gravitationnelle de Jupiter et des autres lunes entourant cette planète. Le fond marin d'Europe pourrait être chauffé par la flexion constante de la lune, entraînant une activité hydrothermale similaire à celle des volcans sous-marins dans les océans sur Terre.

Des expériences et une modélisation de la glace publiées en 2016 indiquent que la dissipation par flexion des marées pourrait générer un ordre de grandeur de la chaleur dans la glace d'Europe supérieur à ce que les scientifiques avaient supposé auparavant,. Ces résultats indiquent que la majeure partie de la chaleur générée par la glace provient en fait de la structure cristalline de la glace en raison de la déformation et non du frottement entre les grains de glace. Plus la déformation de la croûte de glace est importante, plus la chaleur générée l'est aussi,.

#### Frottement des marées
De façon connexe à la flexion, les marées sont également converties en chaleur par les pertes par frottement dans les océans ainsi qu'avec leur interaction avec le fond solide et avec la croûte de glace supérieure. Fin 2008, il est suggéré que Jupiter pourrait maintenir les océans d'Europe chauds par des ondes de marées dues à l'obliquité, faible certes, mais non nulle, du plan de l'équateur sur celui de l'orbite. Ce genre de marées, qui n'avaient pas été considérées auparavant, généreraient des ondes de Rossby qui se déplacent assez lentement, à une célérité de seulement quelques kilomètres par jour, mais pouvant générer une énergie cinétique significative. Avec l'estimation actuelle d'inclinaison de l'axe de l'ordre de 1°, les résonances des ondes de Rossby pourraient emmagasiner 7,3 × 1018 J d'énergie cinétique, soit 200 fois la quantité du flux de la marée dominante,. La dissipation de cette énergie pourrait donc être la principale source d'énergie thermique de l'océan même si le bilan énergétique entre formation des ondes et leur dissipation sous forme thermique reste inconnu.

#### Désintégration radioactive
En plus du réchauffement par effet de marée, l'intérieur d'Europe pourrait également être chauffé par la désintégration de substances radioactives à l'intérieur du manteau rocheux, de façon similaire à ce qui se produit sur Terre,. Cependant, le volume par unité de surface est beaucoup plus faible en raison d'une plus petite taille de la lune par rapport à la planète bleue, impliquant que l'énergie se dissipe plus vite. Aussi, les valeurs observées sont cent fois plus élevées que celles qui pourraient être produites par le seul chauffage radiogénique, permettant ainsi de conclure que le chauffage d'Europe provient presque exclusivement des effets de marée,.

### Surface

#### Caractéristiques

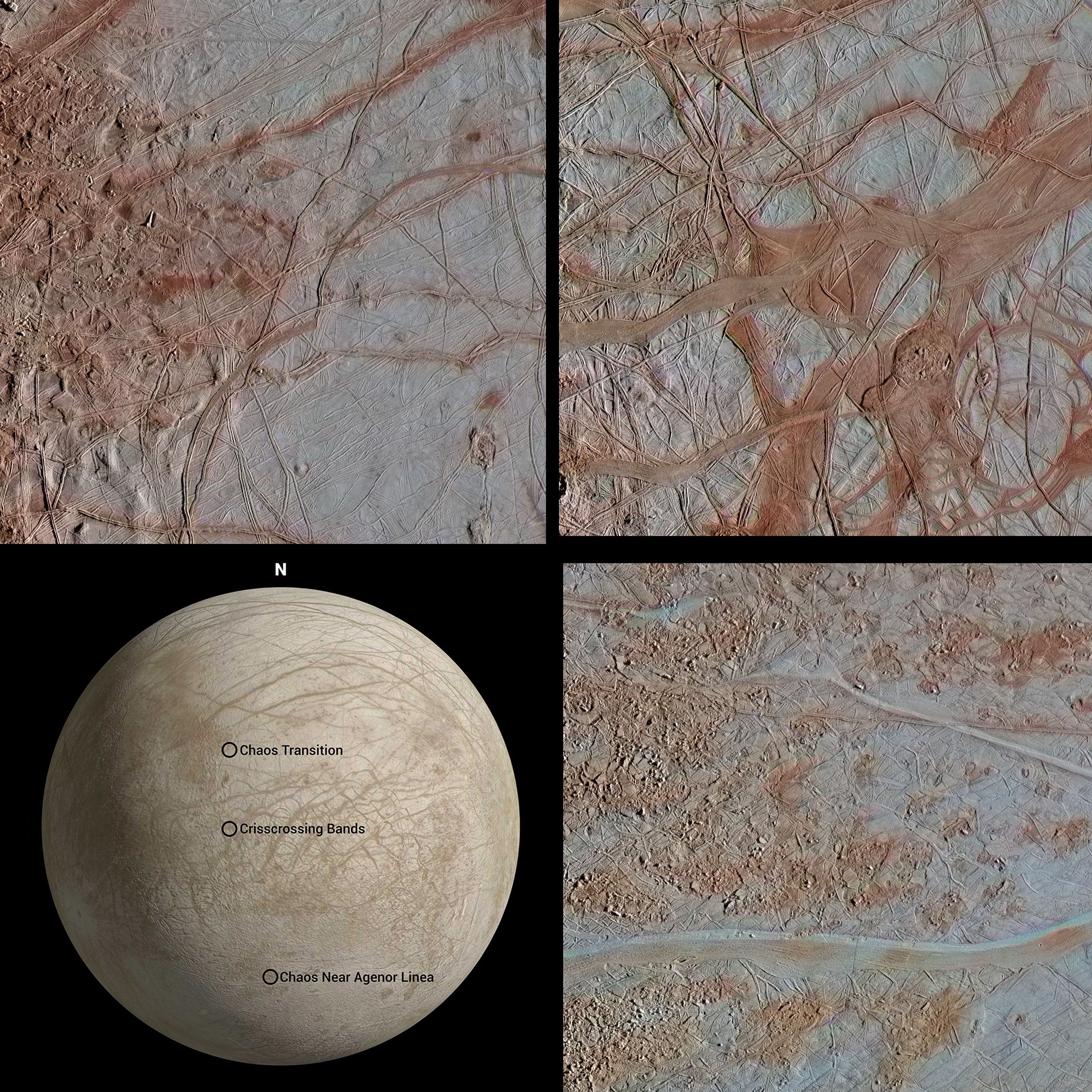
Vue rapprochée d'Europe obtenue le 26 septembre 1998. Dans le sens des aiguilles d'une montre, les images montrent les régions du nord au sud indiquées en bas à gauche.

Europe est l'objet connu le plus lisse du Système solaire, dépourvu de caractéristiques à grande échelle telles que des montagnes,,. Elle est striée de craquelures et de rayures, mais comporte peu de cratères. Cette surface très lisse et ces structures rappellent fortement les banquises des régions polaires terrestres,. Cependant, l'équateur d'Europe pourrait être recouvert de pointes de glace appelées pénitents de neige, pouvant aller jusqu'à 15 mètres de haut,. La lumière du soleil, plus directe au-dessus de l'équateur, provoque la sublimation de la glace et forme alors des fissures verticales. Bien que l'imagerie disponible à partir de l'orbiteur Galileo n'ait pas la résolution nécessaire pour le confirmer, les données radar et thermiques sont cohérentes avec cette interprétation. Les marques proéminentes qui sillonnent Europe semblent être principalement des formations d'albédo rendues visibles par sa faible topographie.
Les observations spectrales terrestres révèlent que sa surface est constituée en majeure partie de glace d'eau mais de vastes dépôts de chlorure de sodium sont aussi présents en surface. Cette croûte glacée d'Europe lui confère un albédo (réflectivité de la lumière) de 0,64 ; parmi les plus élevés des satellites naturels du Système solaire,. Cela indique une surface jeune et active : sur la base d'estimations de la fréquence des bombardements cométaires subis par Europe à partir de son nombre de cratères d'impact, la surface a entre 20 et 180 millions d'années grâce à son activité tectonique, l'ordre de grandeur de 100 millions d'années étant généralement retenu. Il n'existe cependant aucun consensus scientifique complet pour totalement expliquer les caractéristiques de surface d'Europe.
Le niveau de rayonnement à la surface équivaut à une dose d'environ 5 400 mSv (540 rem) par jour, une quantité de rayonnement qui causerait une maladie grave, voire la mort, chez un être humain exposé pendant une seule journée.
Les images de la sonde Galileo permettent de distinguer que trois grandes familles de structures « géologiques » façonnent la surface glacée d'Europe :
- des structures linéaires (lineae) ;
- des structures ponctuelles exogènes (d'origine externe) : les cratères et les éjectas projetés à grande distance lors de leur formation ;
- des structures ponctuelles endogènes (d'origine interne) : de petites dimensions (lenticulae) – dômes, taches planes, dépressions – ou de plus grandes dimensions – régions de chaos.

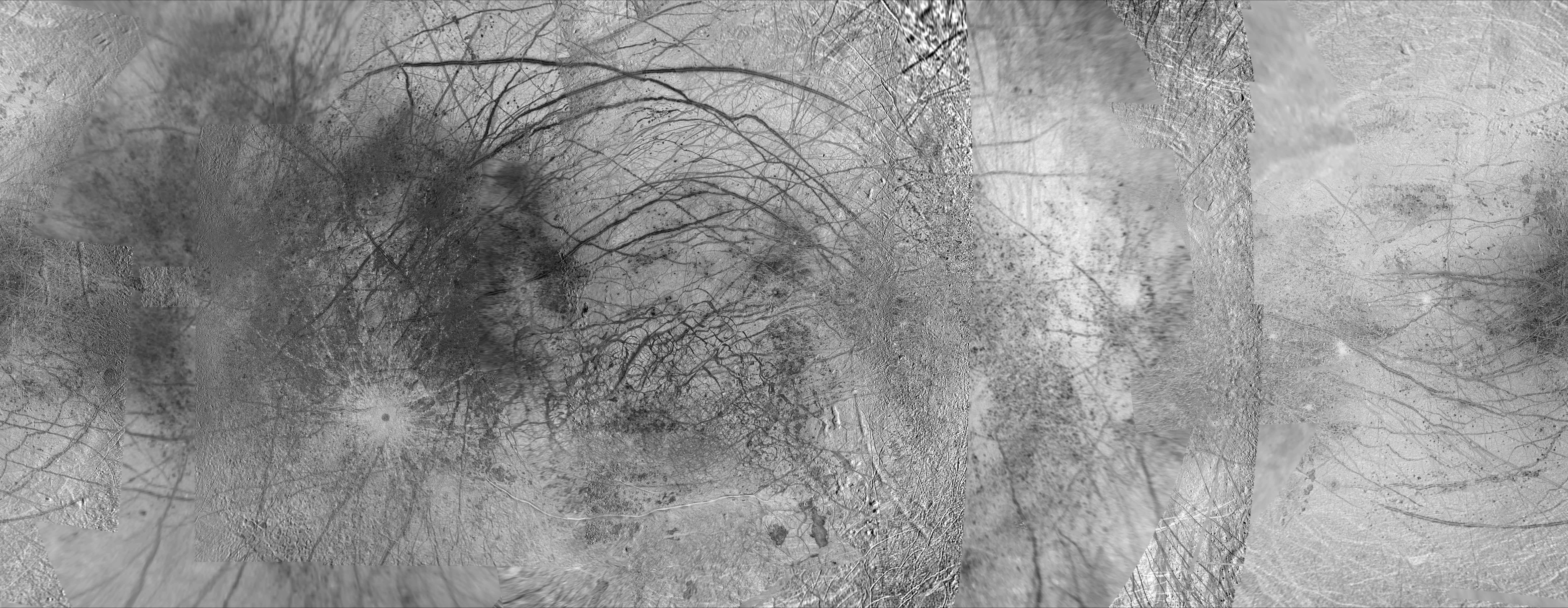
Surface équatoriale d'Europe entre -57° et +57° de latitude. La résolution diffère en fonction de la qualité des photographies de chaque région.

#### Lineae

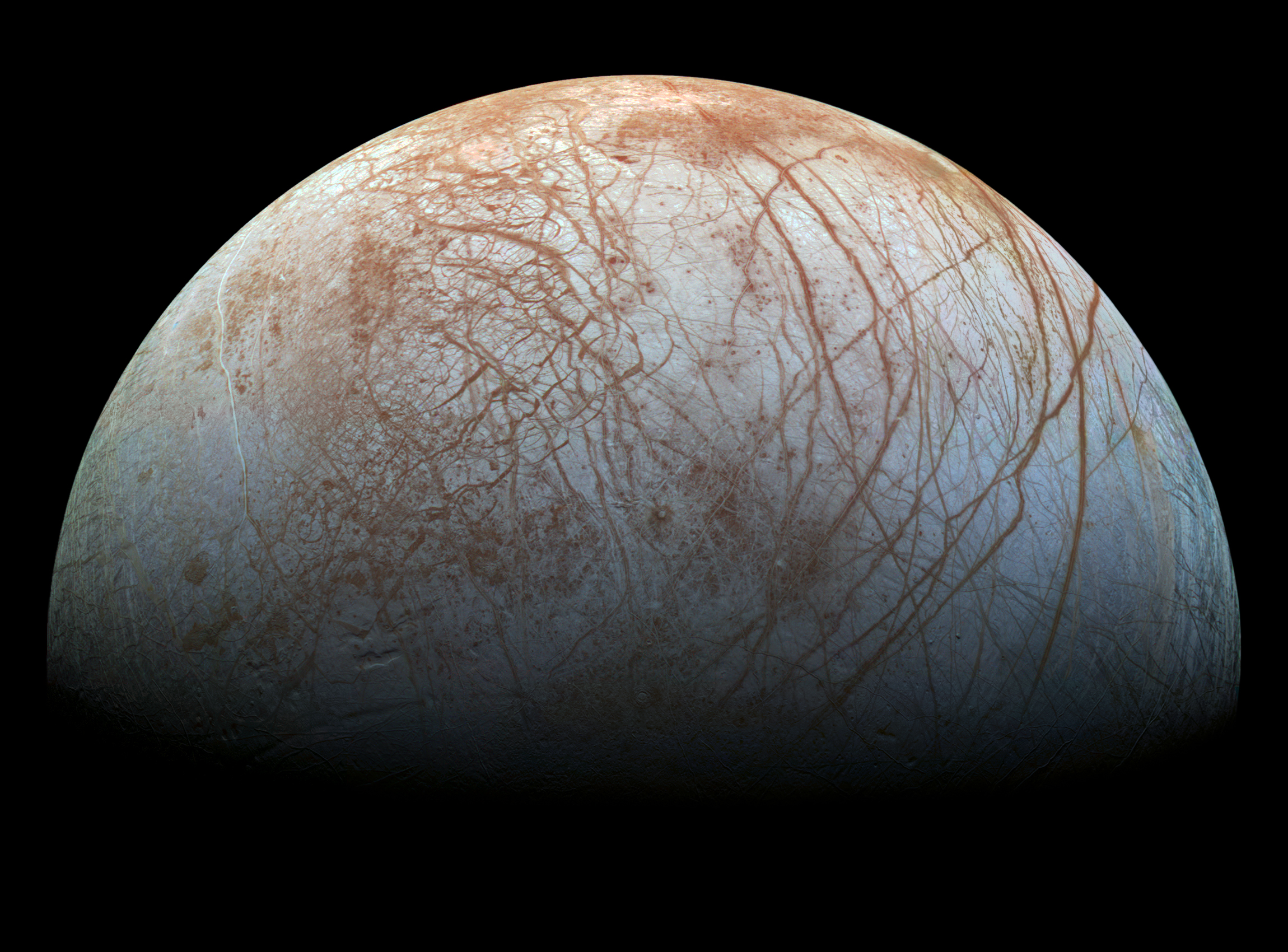
Mosaïque d'Europe en couleurs réelles prise par Galileo et montrant de nombreuses lineae.

Les formations de surface les plus caractéristiques d'Europe sont une série de stries sombres curvilignes sillonnant la lune, appelées lineae (« ligne » en latin, sing. linea) ou « linéaments » — qu'on ne retrouve sinon que sur Vénus et dans une moindre mesure sur Pluton et Rhéa,. Semblables à des fissures linéaires, celles-ci prennent l'allure d'un vaste réseau de fractures, fossés ou sillons entremêlés, en périphérie desquelles s'accumulent parfois des sulfates hydratés de magnésium et de sodium et/ou de l'acide sulfurique. De chaque côté de ces fissures, les bords de la croûte se sont déplacés l'un par rapport à l'autre, faisant qu'elles ressemblent fortement aux fractures et failles des banquises terrestres. Lorsque ces rides deviennent cycloïdes, notamment aux latitudes élevées sous l'influence des marées joviennes, elles sont appelées flexus.
Les plus importantes bandes font jusqu'à 20 km de large, souvent avec des bords extérieurs sombres et diffus, des stries régulières et une bande centrale de matériau plus claire. Ces reliefs restent modérés avec des sommets de tout au plus quelques centaines de mètres.

Elles pourraient avoir été engendrées par un cryovolcanisme ou le jaillissement de geysers d'eau liquide, qui auraient écarté la croûte de glace. Cependant un examen détaillé des photos rapportées par les sondes spatiales révèlent que les parties de cette croûte glacée se sont déplacées — voire cassées — l'une par rapport à l'autre à travers les lineae, ce qui rend le mécanisme comparable à une faille transformante terrestre. Ceci reproduit bien le comportement d'une banquise et témoigne de l'existence d'importants mouvements tectoniques (horizontaux et verticaux) dans la croûte de glace ainsi que d'un renouvellement de la surface.

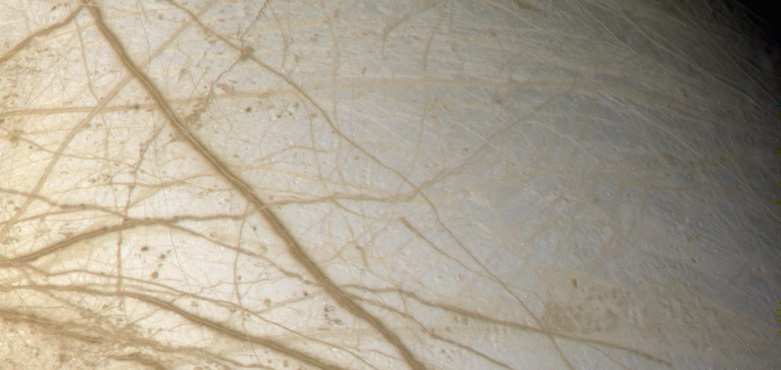
Image plus rapprochée montrant les nombreuses largeurs et orientations des lineae d'Europe.

L'hypothèse la plus probable est que ces lineae soient produites par une série d'éruptions de glace « chaude », au moment où la croûte s'ouvre et s'étend pour laisser apparaître des couches de glaces plus chaudes en dessous. L'effet serait similaire à celui observé dans les dorsales océaniques sur Terre. La croûte est mise en mouvement par les forces de marée exercées par Jupiter, dues à la faible excentricité non nulle de l'orbite d'Europe. Néanmoins, en raison de la très forte attraction de Jupiter, l'amplitude de la marée sur la forme de la lune est d'une trentaine de mètres tous les trois jours et demi,.
Comme la lune est en rotation synchrone par rapport à Jupiter, elle maintient toujours approximativement la même orientation vers la planète. Ainsi, les modèles de contraintes et les paramètres de la marée sont connus, impliquant que les banquises devraient présenter un schéma de dislocations distinctif et prévisible. Cependant, les photos détaillées montrent que seules les régions les plus jeunes géologiquement sont en accord avec cette prévision. Les autres régions diffèrent des orientations prévues par les modèles d'autant plus qu'elles sont vieilles,.

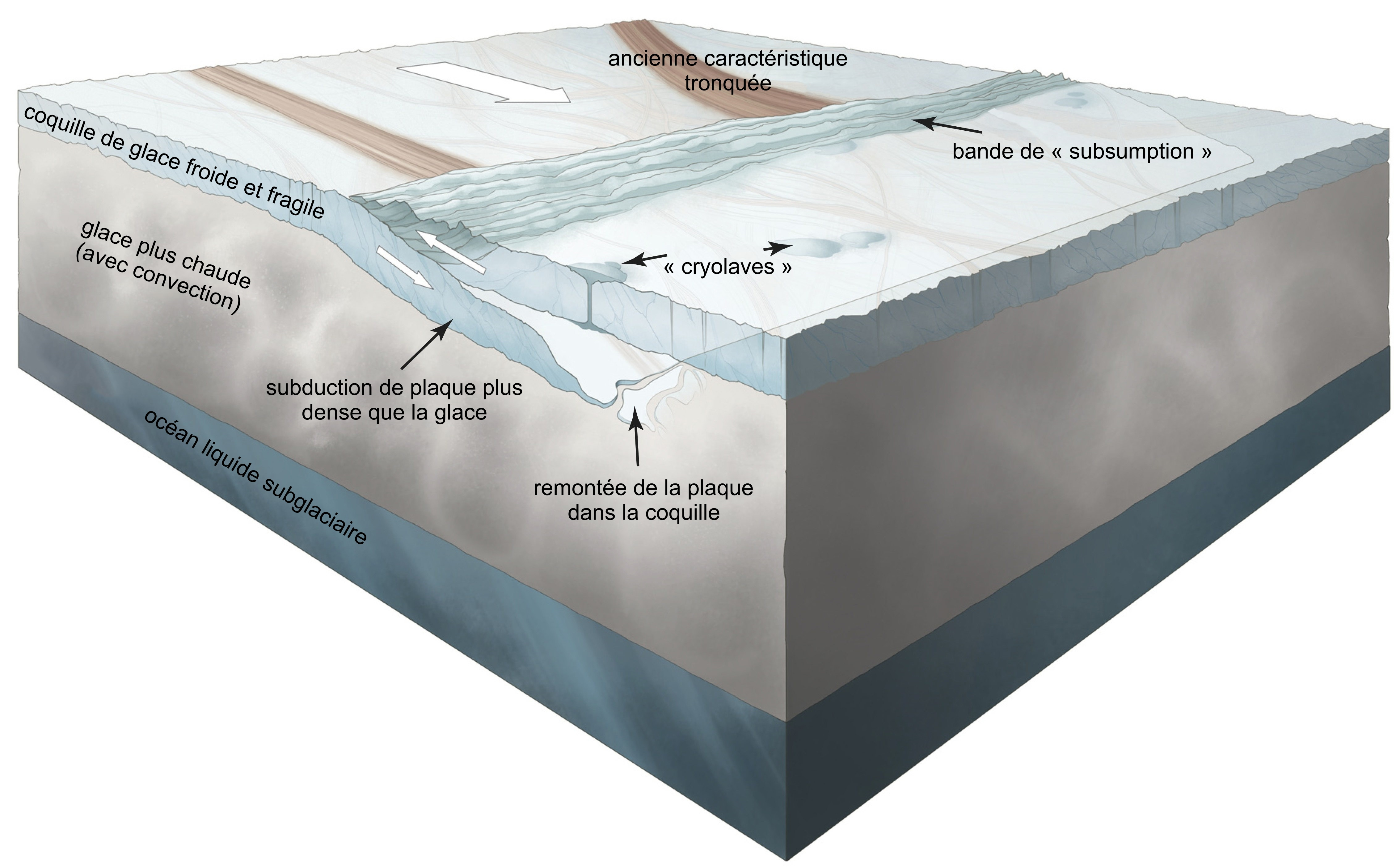
Schéma du modèle de tectonique des plaques supposé d'Europe,.

Une explication proposée est que la surface tourne légèrement plus vite que son intérieur, un effet possible dû à la présence présumée d'un océan souterrain qui découplerait mécaniquement les mouvements de la surface d'Europe et ceux de son manteau vis-à-vis de la traction gravitationnelle de Jupiter. Les effets de marée supplémentaires s'exerçant sur la couche de glace en raison de ce déplacement apportent une correction qui va dans le sens des phénomènes observés. La comparaison des photos de Voyager et Galileo permet de définir une limite supérieure à la vitesse du glissement hypothétique : une révolution complète de la coque rigide externe par rapport à l'intérieur d'Europe prendrait au moins 12 000 ans.

D'autres études de ces images révèlent des preuves de subduction à la surface d'Europe suggérant que, tout comme les failles sont analogues aux dorsales océaniques, les plaques de croûte glacées sont analogues aux plaques tectoniques sur Terre et se recyclent,. Cette preuve à la fois de la propagation de la croûte au niveau des bandes et de la convergence sur d'autres sites suggère qu'Europe pourrait connaître une tectonique des plaques active, similaire à celle de la Terre,,. Cependant, la physique qui conduit cette tectonique des plaques ne ressemblerait probablement pas à celle qui conduit la tectonique des plaques terrestre car les frottements s'opposant aux mouvements des hypothétiques plaques de la croûte d'Europe seraient nettement plus forts que les forces qui pourraient les entraîner.

#### Structures exogènes

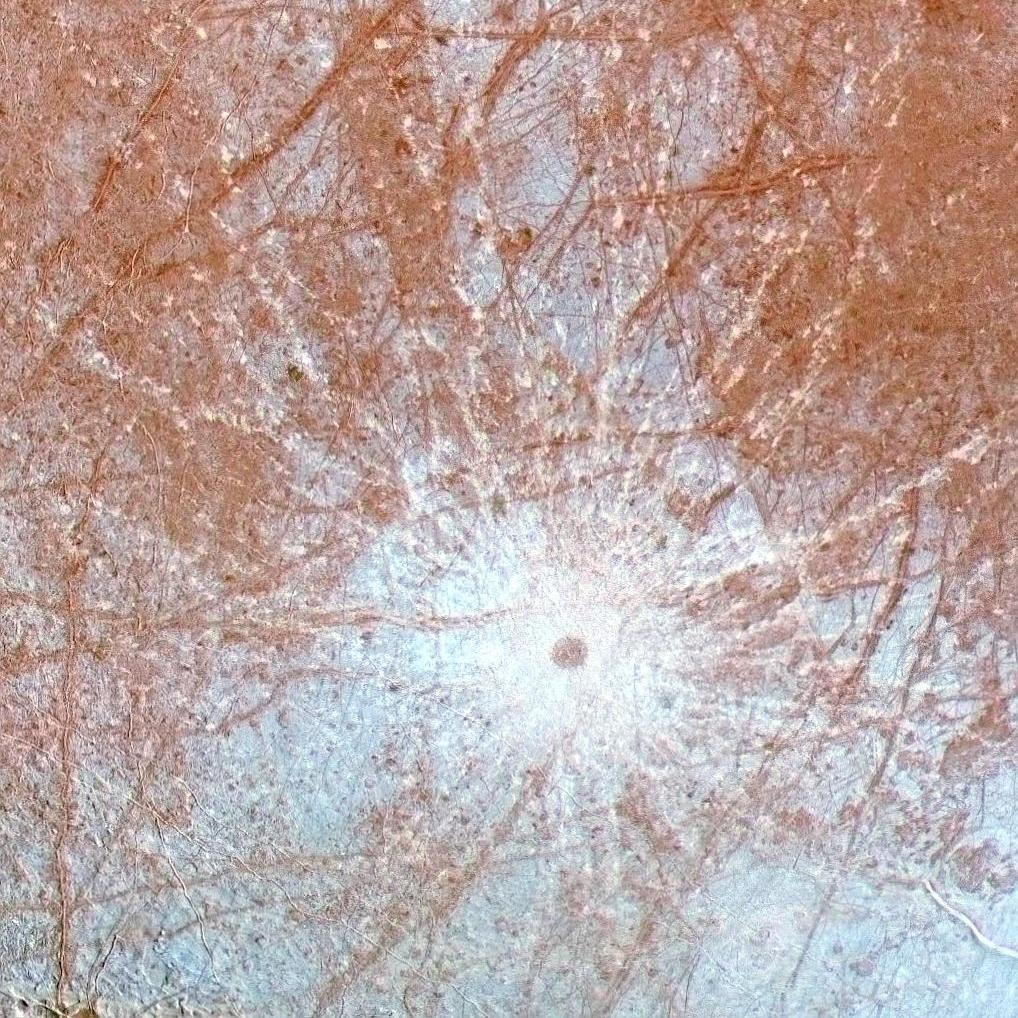
Pwyll, cratère d'impact de 45 km de diamètre à la surface d'Europe.

La surface d'Europe ne présente que très peu de cratères d'impact : cinq seulement ont un diamètre supérieur ou égal à 25 km, ce qui est très peu pour un corps de cette taille,. Le plus large d'entre eux, Taliesin, n'apparaît pas sur les cartes de la lune car il n'a été imagé qu'en basse résolution mais aurait un diamètre d'environ 50 km,. Le deuxième en taille, Pwyll, possède un diamètre de 45 km. C'est une des structures géologiques les plus jeunes d'Europe car, lors de la collision, des éjectas clairs ont été projetés à des milliers de kilomètres, recouvrant la plupart des autres structures,.

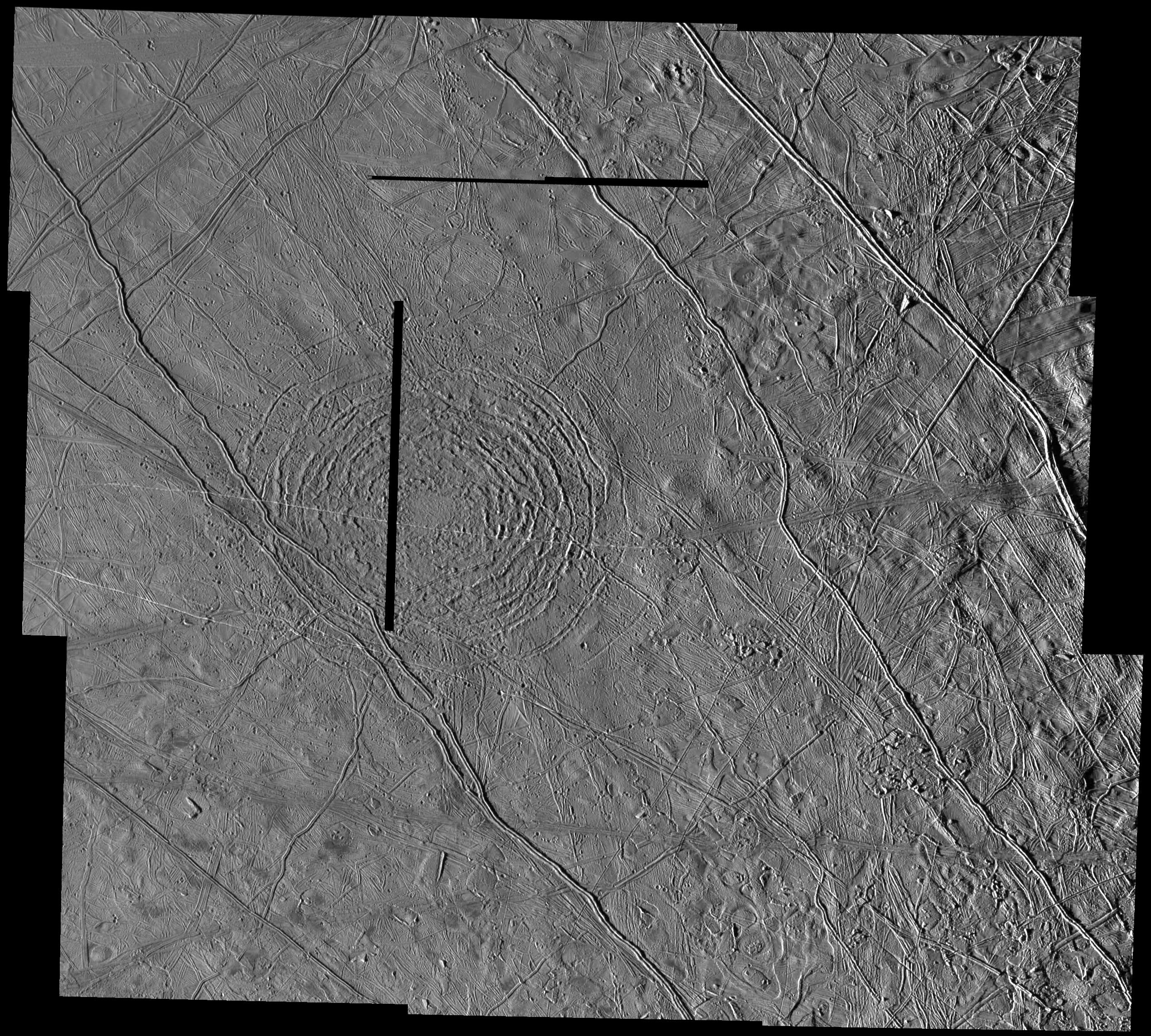
Structure multi-anneaux Tyre.

Des structures d'impact multi-anneaux, non classifiées comme des cratères, sont également présentes. Par exemple, Tyre — qui a un temps été considéré comme une macula — est inhabituel car si le cratère d'impact a un diamètre de 40 km, la structure tout entière est bien plus large et atteindrait 140 km de diamètre,. Cinq à sept anneaux concentriques — forme rare sur Europe — sont visibles et pourraient indiquer qu'un matériau fluide comme de l'eau liquide se serait trouvé sous la surface au moment de l'impact. Par ailleurs, différents cratères de faible diamètre entourant Tyre auraient été formés par la chute des blocs de glace déplacés par cet impact,.
La faible cratérisation est une indication de ce que la surface d'Europe est géologiquement active et très jeune,. Des estimations, à partir de la probabilité de collision avec des comètes et des astéroïdes, lui donnent un âge compris entre 20 et 180 millions d'années, avec une estimation moyenne de 60 millions d'années, certains retenant l'ordre de grandeur de 100 millions d'années.
De plus, les plus jeunes cratères visibles semblent avoir été comblés par de la glace fraîche, et aplanis. Ce mécanisme, ainsi que le calcul du réchauffement par les marées, conduisent à penser que la couche de glace d'Europe serait épaisse de 10 à 15 km — confortant le modèle dit de la « glace épaisse ».

#### Structures endogènes

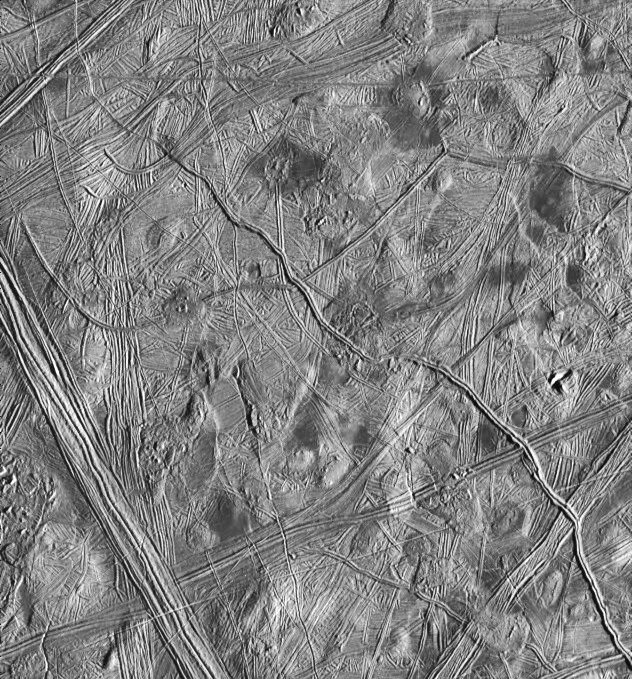
Zone de montrant des lineae, flexus et maculae.

Les autres caractéristiques présentes sur Europe — dites endogènes, parce que d'origine interne — sont des lenticulea circulaires et elliptiques (latin pour « taches de rousseur »),. Beaucoup sont des dômes, d'autres des dépressions et certaines juste des taches lisses et sombres, parfois rugueuses,.
Les sommets des dômes ressemblent à des morceaux des plaines plus anciennes qui les entourent, ce qui suggère que les dômes se sont formés lorsque les plaines environnantes se sont affaissées. Ainsi, une hypothèse affirme que ces lenticulea auraient été formées par des diapirs de glace chaude s'élevant à travers la glace plus froide de la croûte externe, de façon similaire aux chambres magmatiques de la croûte terrestre. Les taches lisses et sombres — formellement appelées maculae — pourraient être formées par l'eau de fonte libérée lorsque la glace chaude perce la surface puis regèle,. Les lenticulea brutes et confuses appelées chaos ont l'apparence d'un puzzle de pièces et de morceaux, entouré de glace lisse ; comme des icebergs dans une mer gelée. Par exemple, Conamara Chaos est constituée de blocs polygonaux allant jusqu'à 20 km de longueur provenant des terrains préexistants. Ils seraient formées à partir de nombreux petits fragments de croûte incrustés dans un matériau sombre et bosselé, apparaissant d'une façon similaire aux domes mais sur une plus grande largeur en brisant et morcelant la surface au moment de leur émergence. Ces tas de morceaux de glace fracturés, rejetés à l'horizontale et inclinés, ne sont pas si différent des étendues de mer gelées sur Terre. Ceci tend à prouver que cette couche de glace pourrait bien recouvrir un océan liquide.

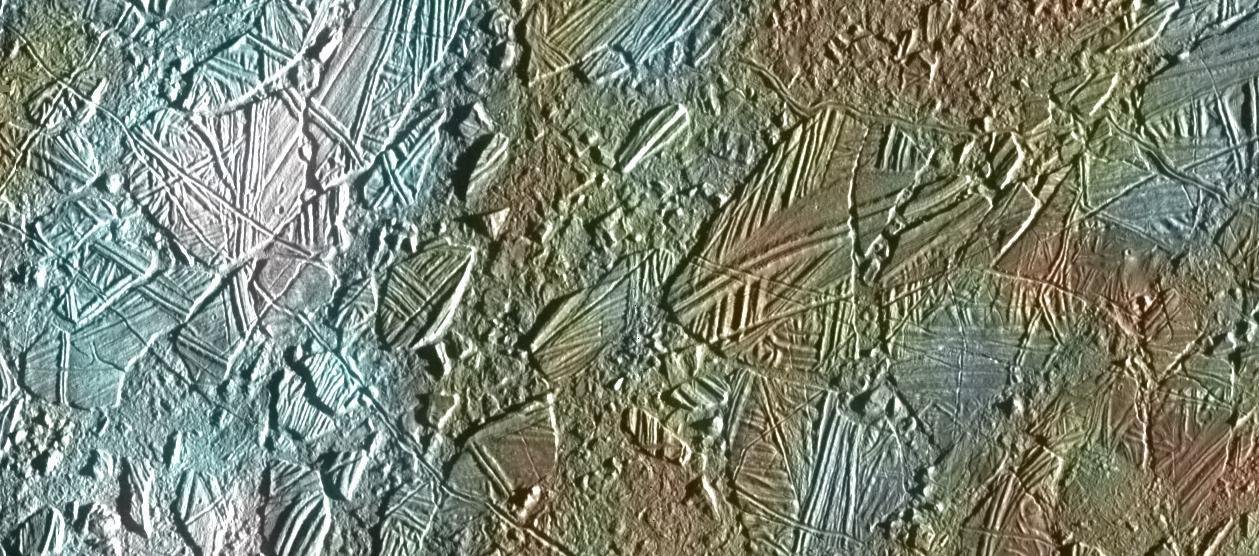
La région Conamara Chaos présente de nombreux motifs. La glace à grains fins est en blanc, la glace à gros grains en bleu, tandis que les matériaux non gelés sont en brun-rouge.

Une hypothèse alternative suggère que les lenticulea sont en fait de petites zones de chaos et que les fosses, taches et dômes ne sont que des artéfacts résultant d'une sur-interprétation des images de Galileo à basse résolution. Selon ses défenseurs, la couche de glace sur la lune serait trop mince pour supporter le modèle de diapir convectif permettant la formation des caractéristiques observées,.

En novembre 2011, une équipe de chercheurs de l'Université du Texas à Austin présente des éléments suggérant que de nombreuses caractéristiques de chaos sur Europe se trouvent au sommet de vastes lacs d'eau liquide,. Ces lacs seraient entièrement enfermés dans la coque extérieure glacée d'Europe et distincts de l'océan liquide souterrain situé sous la coquille de glace. La confirmation complète de l'existence des lacs nécessiterait une mission spatiale conçue pour sonder la coque de glace physiquement ou indirectement, par exemple à l'aide d'un radar.

#### Panaches

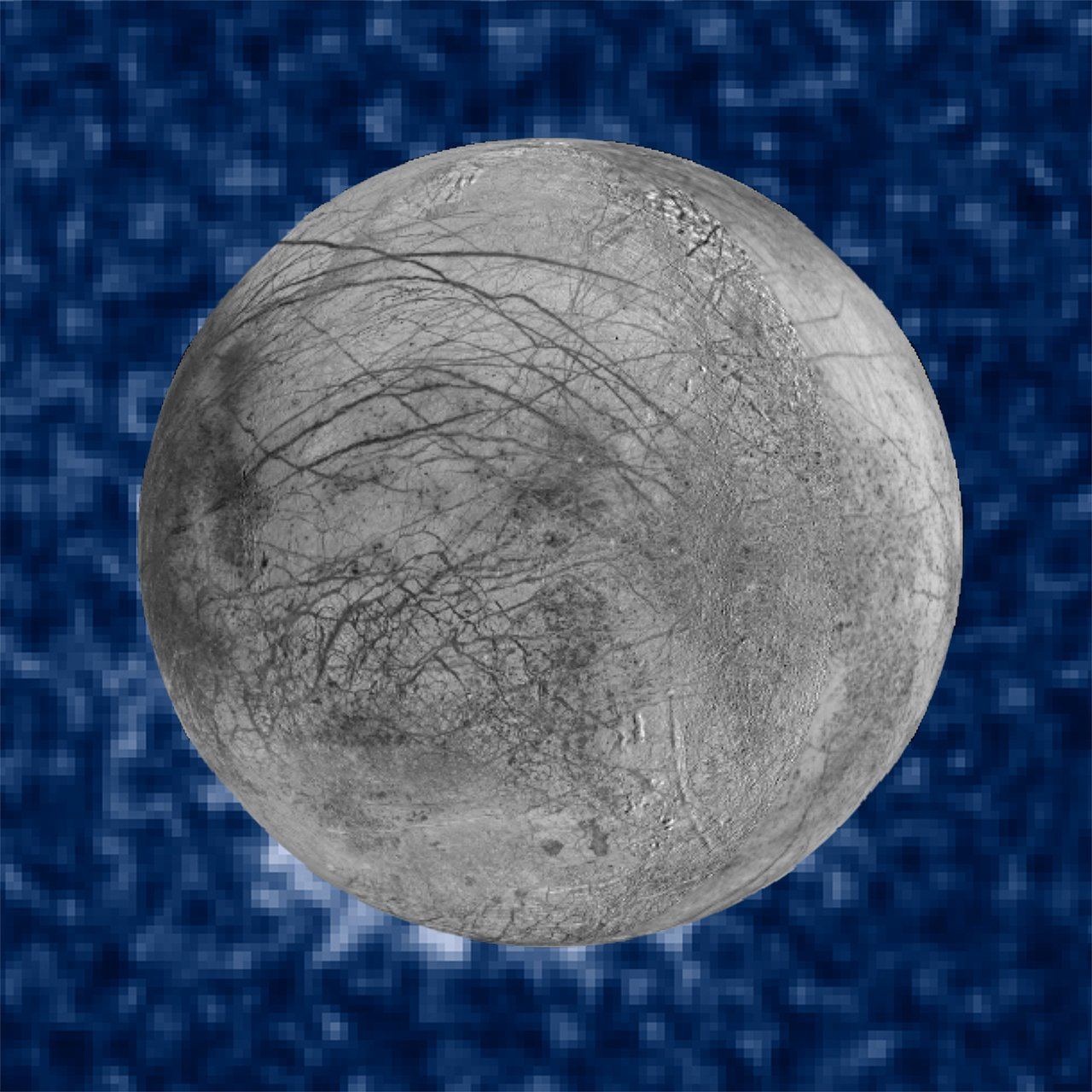
Photo composite dHubble montrant des panaches d'eau présumés, visibles ici près du pôle sud d'Europe.

Le télescope spatial Hubble prend une image d'Europe en 2012 qui est interprétée comme un panache de vapeur d'eau produit par un geyser en éruption près de son pôle sud,,. L'image suggère que le panache pourrait s'élever jusqu'à 200 km de la surface, soit 20 fois la hauteur du mont Everest,,,. Si de tels panaches existaient bel et bien, ils devraient être épisodiques et seraient susceptibles d'apparaître lorsque Europe est à son aphélie autour de Jupiter, en accord avec les prévisions de modélisation des forces de marée,. Des images supplémentaires prises par le télescope spatial Hubble sont présentées en septembre 2016,.
En mai 2018, une analyse critique des données obtenues par Galileo — qui avait orbité autour de Jupiter entre 1995 et 2003 — est publiée. La sonde avait survolé la lune en 1997 à seulement 206 km de la surface et les chercheurs avancent qu'elle aurait pu traverser un panache d'eau,. Une telle activité de panache pourrait permettre d'étudier des traces de vie dans l'océan souterrain en obtenant des échantillons sans avoir à atterrir sur la lune et à y forer des kilomètres de glace,.
Une seule autre lune du Système solaire présente des panaches de vapeur d'eau : Encelade, orbitant autour de Saturne. Le taux d'éruption estimé sur Europe est d'environ deux tonnes par seconde, ce qui serait bien plus que les 200 kg/s estimés pour Encelade,,.

#### Composition
Depuis le survol des sondes du programme Voyager en 1979, des spéculations sont faites quant à la composition du matériau brun rougeâtre qui recouvre les fractures et autres caractéristiques géologiquement juvéniles sur la surface d'Europe. Les relevés spectrographiques suggèrent que les stries et les traits sombres et rougeâtres sur la surface d'Europe pourraient être riches en sels tels que le sulfate de magnésium, déposés par l'évaporation de l'eau remontée en surface. L'hydrate d'acide sulfurique est une autre explication possible du contaminant observé par spectroscopie. Dans les deux cas, comme ces matériaux sont incolores ou blancs lorsqu'ils sont purs, un autre matériau doit également être présent pour donner à la surface sa couleur rougeâtre, comme des composés contenant du fer ou du soufre.
Une autre hypothèse pour la coloration de ces régions est qu'elles contiendraient des composés organiques abiotiques appelés tholins,. La morphologie des cratères et des crêtes d'impact d'Europe évoque un matériau fluidisé jaillissant des fractures où la pyrolyse et la radiolyse ont lieu. Afin de générer des tholins colorés sur Europe, il doit y avoir une source de matériaux (carbone, azote et eau) et une source d'énergie pour provoquer ces réactions. Les impuretés présentes dans la croûte de glace d'eau d'Europe sont présumées à la fois émerger de l'intérieur sous forme d'événements cryovolcaniques et provenir de l'espace sous forme de poussière cosmique. Les tholins ont des implications astrobiologiques importantes, car elles peuvent jouer un rôle dans la chimie prébiotique et l'abiogenèse,,.
La présence de chlorure de sodium dans l'océan interne est suggérée par une bande d'absorption caractéristique des cristaux de NaCl à 450 nm, repérée dans les observations d'Hubble des chaos — qui sont présumés être des zones de remontées d'eau souterraine.

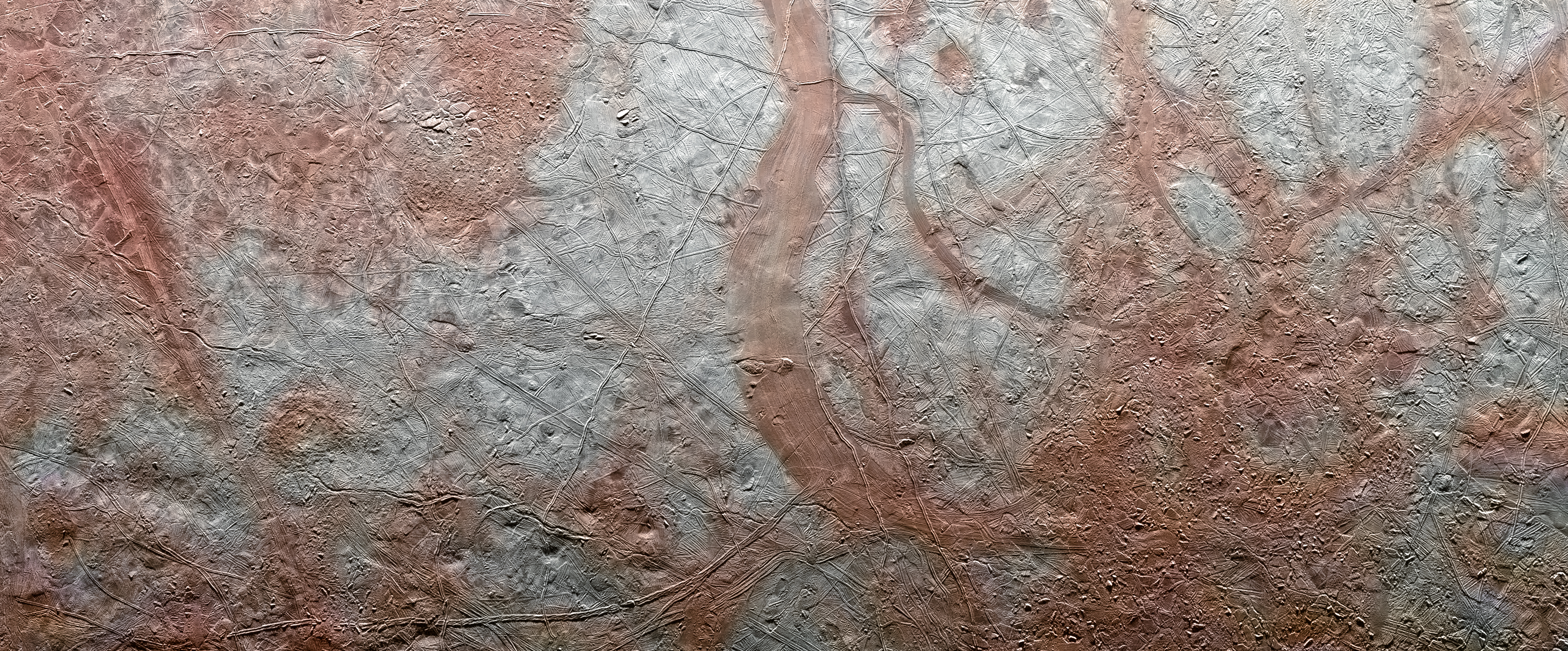
Panorama en couleur réelle de la surface d'Europe. Les zones blanches sont de la glace pure tandis que les zones brunes contiennent de la glace mêlée à des sels lui donnant cette couleur.

#### Toponymie

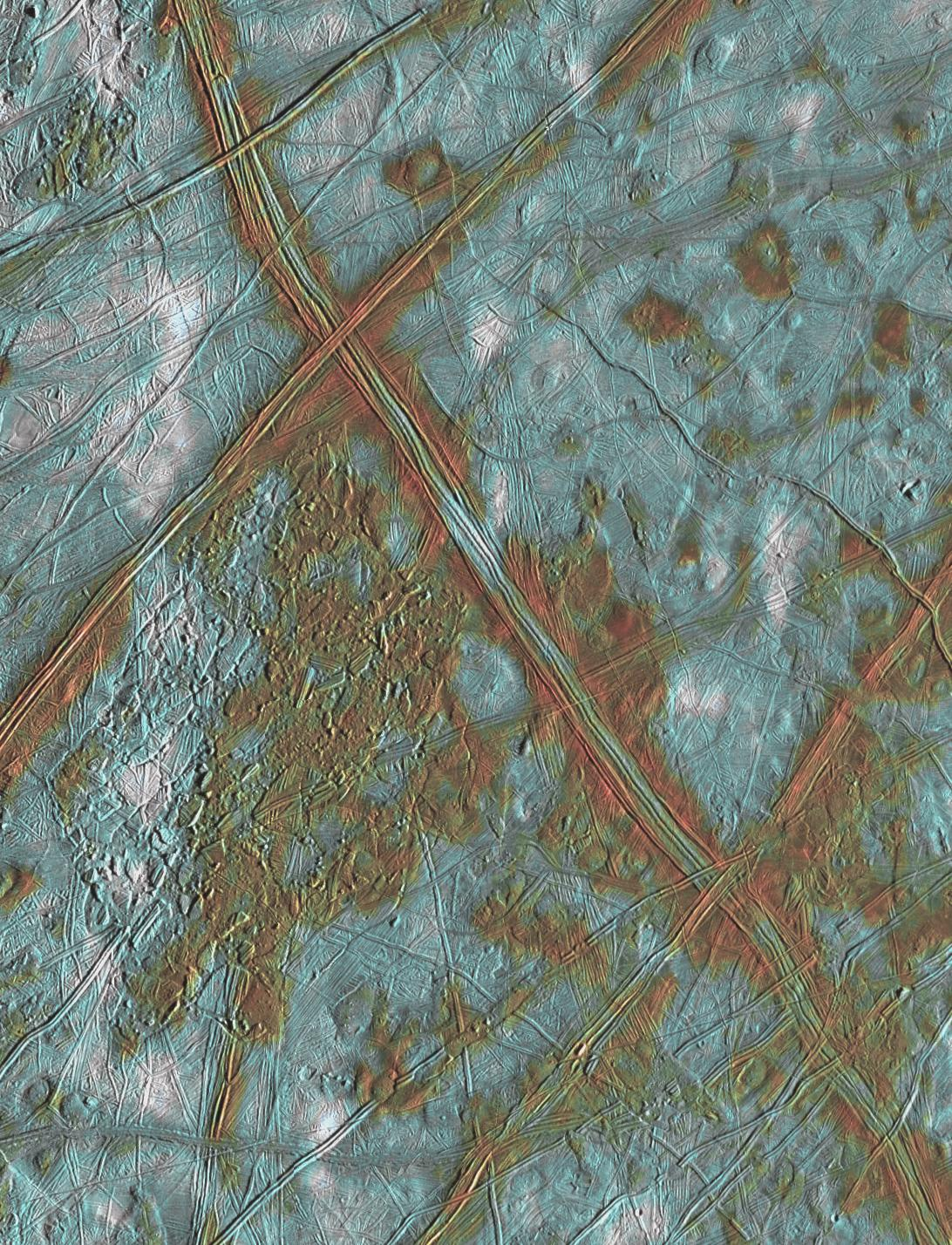
Conamara Chaos, nommé d'après la région du Connemara (Irlande).

Les caractéristiques à la surface d'Europe obéissent à une nomenclature stricte de la part de l'Union astronomique internationale,. Depuis que la surface a été observée pour la première fois de près par Voyager 1, l'UAI reconnaît 122 toponymes pour les formations caractéristiques de la surface d'Europe.
| Structures                     | Nomenclature                                              | Exemples                          |
| ------------------------------ | --------------------------------------------------------- | --------------------------------- |
| Chaos                          | Lieux de la mythologie celte                              | Conamara Chaos ; Murias Chaos     |
| Cratères                       | Divinités et héros celtes                                 | Cratère Manann’an ; Cratère Pwyll |
| Flexus                         | Lieux traversés par Europe avec Zeus                      | Delphi Flexus ; Cilicia Flexus    |
| Bassins d'impact multi-anneaux | Cercles de pierres celtes                                 | Callanish ; Tyre,                 |
| Maculae                        | Lieux associés aux mythes d'Europe et de son frère Cadmos | Thrace Macula ; Cyclades Macula   |
| Lineae                         | Personnes associées au mythe d’Europe                     | Agénor Linea ; Minos Linea        |
| Régions                        | Lieux associés à la mythologie celte                      | Annwn Regio ; Dyfed Regio         |

### Atmosphère
Des observations réalisés en 1995 avec le spectrographe haute résolution du télescope spatial Hubble révèlent qu'Europe possède une mince atmosphère composée principalement de dioxygène O2, et de vapeur d'eau,,. La pression atmosphérique sur Europe est très faible, de l'ordre de 0,1 μPa soit 1012 fois moins que l'atmosphère terrestre. En 1997, la sonde Galileo confirme la présence d'une ionosphère ténue — couche de particules chargées dans la haute atmosphère — autour d'Europe créée par le rayonnement solaire et les particules énergétiques de la magnétosphère de Jupiter, confirmant l'existence de cette atmosphère,.
Contrairement à l'oxygène de l'atmosphère terrestre, celui d'Europe n'est pas d'origine biologique. Plutôt, le rayonnement solaire ultraviolet et les particules chargées (ions et électrons) de l'environnement magnétosphérique jovien entrent en collision avec la surface glacée d'Europe, divisant l'eau en composants oxygène et hydrogène et formant l'atmosphère par radiolyse — la dissociation de molécules par rayonnement. Ces composants chimiques sont ensuite adsorbés et subissent une pulvérisation cathodique dans l'atmosphère. Le même rayonnement crée également des éjections de ces produits depuis la surface, et l'équilibre de ces deux processus forme une atmosphère. Le dioxygène est le composant le plus dense de l'atmosphère car il a une longue durée de vie ; après son retour à la surface, il ne gèle pas comme une molécule d'eau ou de peroxyde d'hydrogène mais déclenche un nouvel arc balistique. D'autre part, le dihydrogène n'atteint jamais la surface car il est suffisamment léger pour échapper directement à la gravité de surface d'Europe, ce qui implique l'accumulation relative de l'oxygène dans l'atmosphère,.

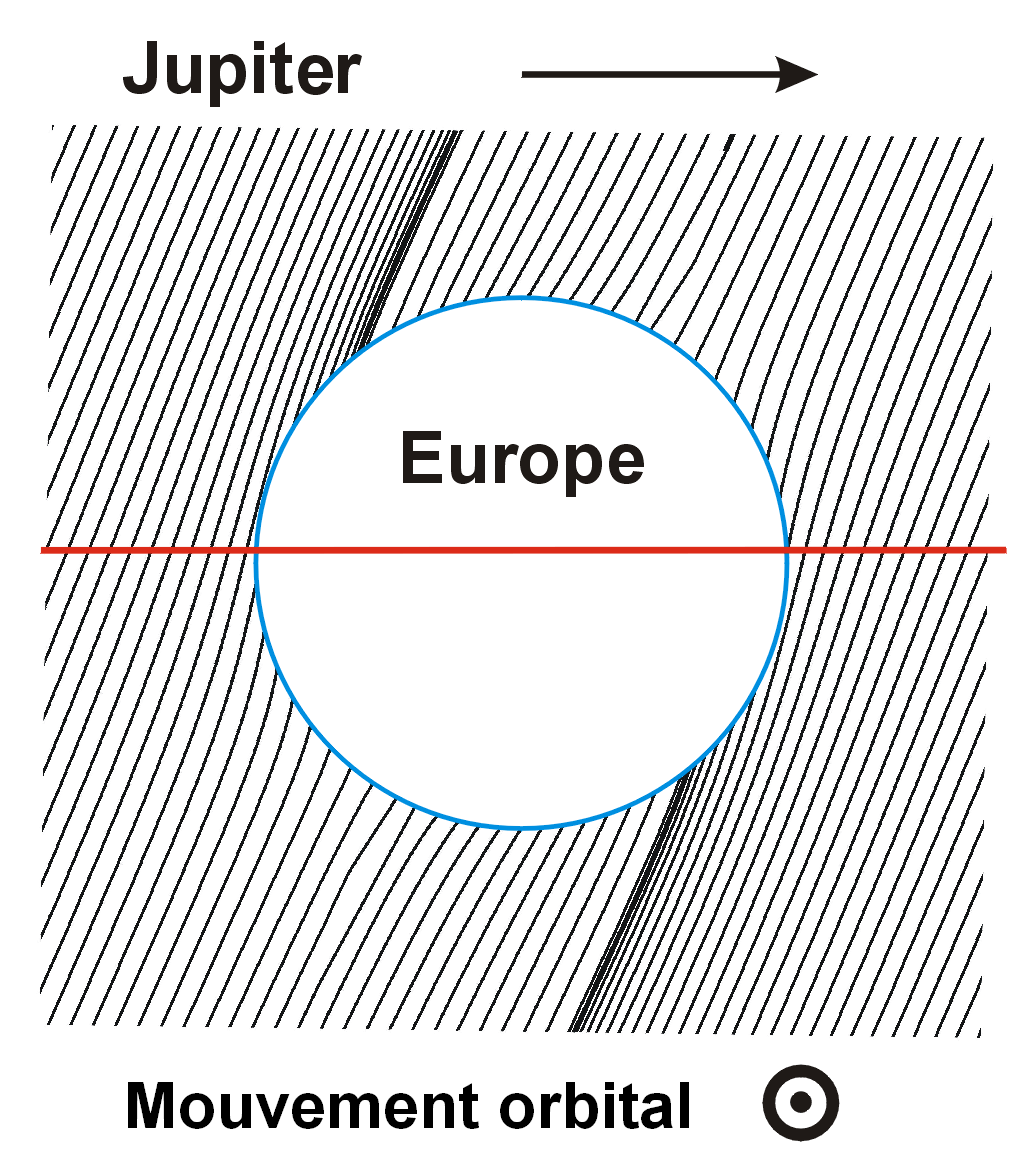
Le champ magnétique autour d'Europe. La ligne rouge montre une trajectoire typique de Galileo.

Les observations de la surface de la lune révèlent qu'une partie du dioxygène produit par radiolyse n'est cependant pas éjecté de la surface. Parce que la surface pourrait interagir avec l'océan souterrain, cet oxygène pourrait également se diriger vers l'océan, afin d'ensuite contribuer à d'hypothétiques processus biologiques. Une estimation suggère que, étant donné le taux de renouvellement de la glace de surface d'Europe, déduit de l'âge maximum apparent d'environ 0,5 Ga, la subduction d'espèces oxydantes générées par radiolyse pourrait bien conduire à des concentrations d'oxygène libre océanique comparables à celles des océans profonds terrestres.
L'hydrogène moléculaire — dihydrogène — qui échappe à la gravité d'Europe, avec l'oxygène atomique et moléculaire, forme un tore planétaire à proximité de l'orbite d'Europe autour de Jupiter. Ce « nuage neutre », détecté par les sondes Cassini et Galileo, possède une plus grande teneur en molécules que le nuage neutre entourant la lune intérieure Io. Les modèles prédisent que presque chaque atome ou molécule du tore d'Europe est finalement ionisé, fournissant ainsi une source au plasma présent dans la magnétosphère de Jupiter.

### Champ magnétique
Pendant les survols d'Europe par Galileo, un faible moment magnétique est mesuré, créé par induction lors du mouvement de la magnétosphère très marquée de Jupiter. La force de ce champ à l'équateur magnétique est d'environ 120 nT, soit six fois plus faible que celui de Ganymède mais six fois plus fort que celui de Callisto. Ces données indiquent qu'il existe sous la surface d'Europe une couche conductrice de l'électricité, confortant l'hypothèse de l'existence d'un océan souterrain d'eau salée,.

## Habitabilité
En 2004, la NASA, après analyse des missions du système jovien, arrive à la conclusion qu'Europe serait défavorable à la vie. Par exemple, l'existence de taches couvertes d'eau oxygénée ou d'acide sulfurique concentré, tous deux extrêmement actifs dans la dégradation de molécules complexes, est un facteur limitant. Aussi, l'acide provient de l'océan supposé sous la couche de glace et sa concentration peut provenir d'un volcanisme sous-marin, qui apporte le soufre. De même, si l'océan est trop salé, seuls des halophiles extrêmes pourraient survivre et, s'il est trop froid, les processus chimiques et biologiques semblables à ceux qui se déroulent sur Terre ne pourraient pas avoir lieu. Aussi, l'énergie fournie par le réchauffement par effet de marée semble insuffisante pour soutenir un écosystème aussi grand, diversifié et prolifique que le système terrestre à base de photosynthèse.

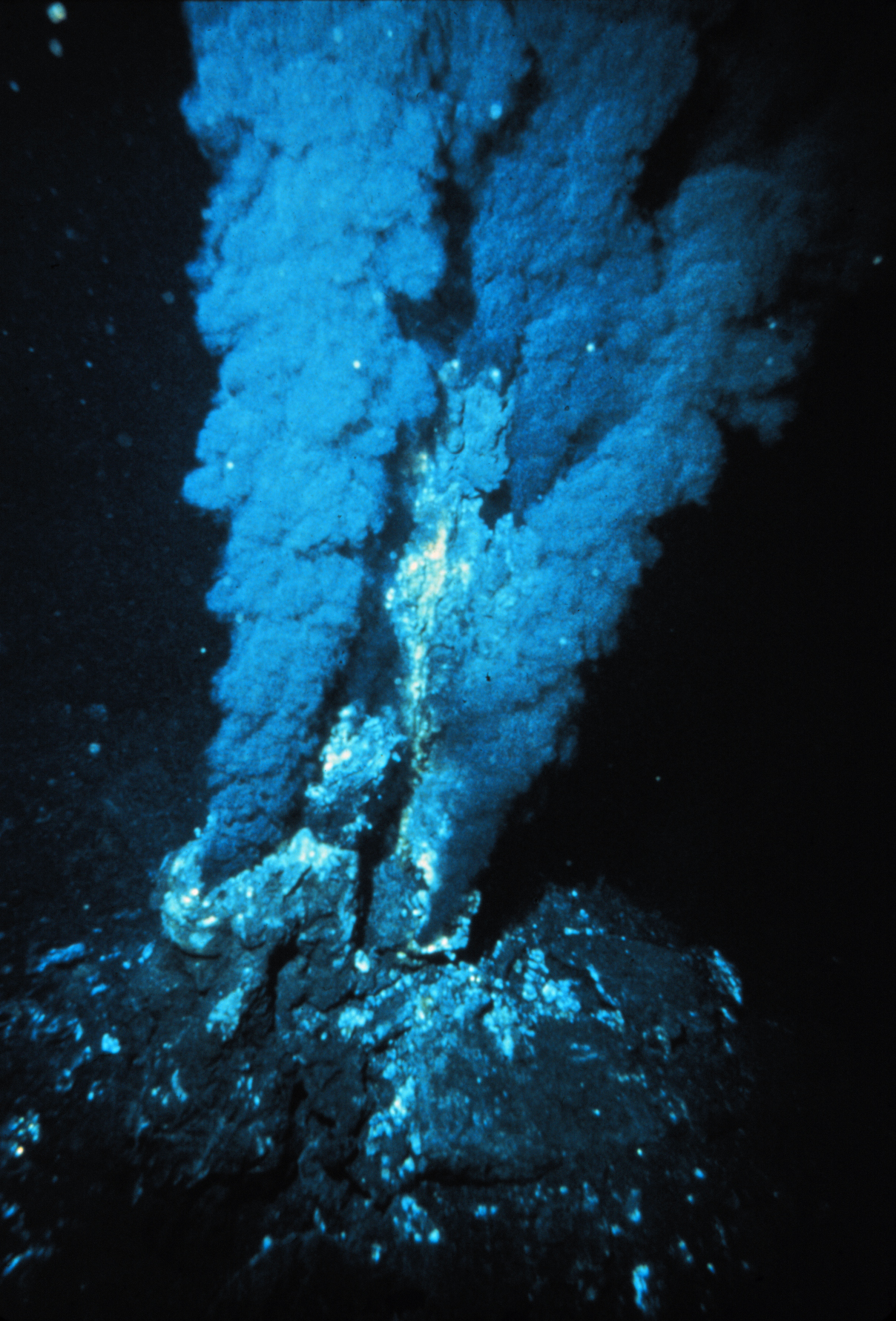
Un mont hydrothermal dans l'océan Atlantique. Entretenus par l'énergie géothermique, ces orifices créent des déséquilibres chimiques et thermiques servant de source d'énergie pour générer et maintenir la vie,.

Cependant, depuis l'observation en 1977 de colonies de vers tubulaires géants et d'autres êtres vivants près de monts hydrothermaux dans les fonds marins des îles Galápagos par le sous-marin Alvin, la possibilité d'une vie sans présence de photosynthèse est connue,. Au lieu de plantes, la base de la chaîne alimentaire est constituée par une forme de bactéries qui trouvent leur énergie dans l'oxydation de produits chimiques réactifs, tels l'hydrogène ou l'hydrogène sulfuré, qui émergent de l'intérieur de la Terre depuis des évents hydrothermaux situés sur l'axe des dorsales océaniques — et sont donc une conséquence de l'activité tectonique. Ainsi, la biologie n'a pas forcément besoin de la lumière du soleil mais peut apparaître avec de l'eau et une différence d'énergie thermique et chimique pour se développer : cela multiplie donc les possibilités d'habitat extraterrestre, même dans des conditions extrêmes. Un autre exemple de vie dans des conditions particulièrement rudes sur Terre se trouve au lac Vostok, à 4 km sous la glace de l'Antarctique, où des bactéries anaérobies sont trouvées, permettant de faire un parallèle avec l'océan subglaciaire d'Europe,. L'existence d'une forme de vie reposant sur la méthanogenèse (réduction du dioxyde de carbone par le dihydrogène sous forme de méthane et d'eau) a également été proposée.

Ainsi, s'il n'y a aucune preuve que la vie existe sur Europe, la lune reste l'un des emplacements les plus probables du Système solaire pour l'existence d'une vie extraterrestre,. La vie sur Europe pourrait exister autour des évents des monts hydrothermaux au fond de l'océan subglaciaire ou sous le fond de l'océan, là où les endolithes sont connus pour habiter dans les grands fonds marins sur Terre — soit au sein de la roche, soit dans des fissures naturelles, soit dans des trous qui se sont creusés par voie chimique,. Alternativement, elle pourrait exister à la surface inférieure de la couche de glace d'Europe, similairement aux algues et aux bactéries dans les régions polaires sur Terre, ou flotter librement dans l'océan souterrain. La vie dans l'océan ressemblerait à celle des microbes au fond des océans terrestres, ce qui pourrait expliquer certaines particularités du spectre de la lumière renvoyée par Europe, notamment dans l'infrarouge. Finalement, des lacs d'eau liquide entièrement enfermés dans la coque extérieure glacée d'Europe et distincts de l'océan liquide pourraient également exister plus bas sous la coque de glace,. Si cela est confirmé, ces lacs seraient encore un autre habitat potentiel pour la vie. 

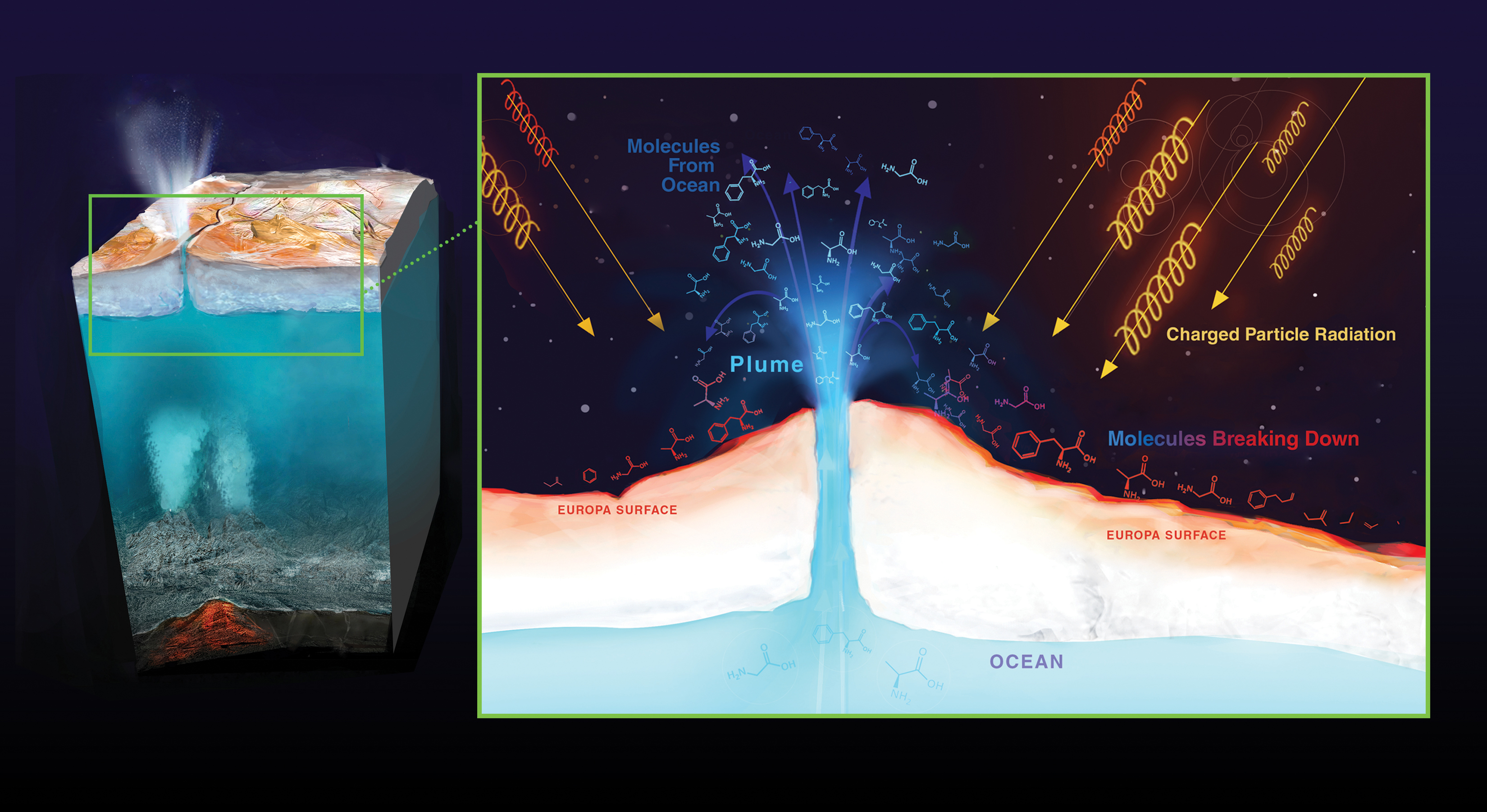
Effets possible du rayonnement de Jupiter sur les produits chimiques et les biosignatures d'Europe.

En 2009, un modèle du planétologue Richard Greenberg de l'Université de l'Arizona propose que l'irradiation par les rayons cosmiques de la glace à la surface d'Europe pourrait saturer sa croûte en oxygène et en peroxyde. Celle-ci serait ensuite transportée par le processus de renouvellement tectonique dans l'océan intérieur, le peroxyde se décomposant en oxygène et en eau lorsqu'il est combiné avec de l'eau liquide. Un tel mécanisme pourrait rendre l'océan d'Europe aussi oxygéné que les océans terrestres en quelques d'années, permettant ainsi non seulement une vie microbienne anaérobie mais aussi la présence d'organismes pluricellulaires aérobies plus grands, tels que des poissons,.
Des minéraux argileux (en particulier des phyllosilicates), souvent associés à la matière organique sur Terre, sont détectés sur la croûte glacée d'Europe en 2013,. La présence de ces minéraux pourrait être le résultat d'une collision passée avec un astéroïde ou une comète. L'argile de ces corps est souvent associée à des matériaux organiques du fait de leurs propriétés catalytiques et géométriques qui pourraient favoriser la formation de protéines voire de chaînes d'acides nucléiques comme l'ADN ou l'ARN, ce qui ouvre la possibilité qu'Europe ait été ensemencée par des composés prébiotiques,. Certains scientifiques émettent également l'hypothèse que la vie sur Terre ait pu être projetée dans l'espace par des collisions d'astéroïdes et arriver sur les lunes de Jupiter dans un processus appelé lithopanspermie.
En 2015, il est annoncé que le sel de l'océan souterrain pourrait probablement recouvrir certaines caractéristiques géologiques d'Europe, suggérant que l'océan interagit avec le fond marin. Cela permettrait potentiellement de déterminer l'habitabilité d'Europe sans avoir à forer la glace,. Cette présence possible d'eau liquide en contact avec le manteau rocheux d'Europe est une motivation à l'envoi d'une sonde.
Même si Europe manque d'activité hydrothermale volcanique, une étude de la NASA de 2016 révèle que des niveaux d'hydrogène et d'oxygène semblables à ceux retrouvés sur Terre pourraient être produits par des processus liés à la serpentinisation et aux oxydants dérivés de la glace, qui n'impliquent pas directement le volcanisme.

## Histoire des observations

### Découverte

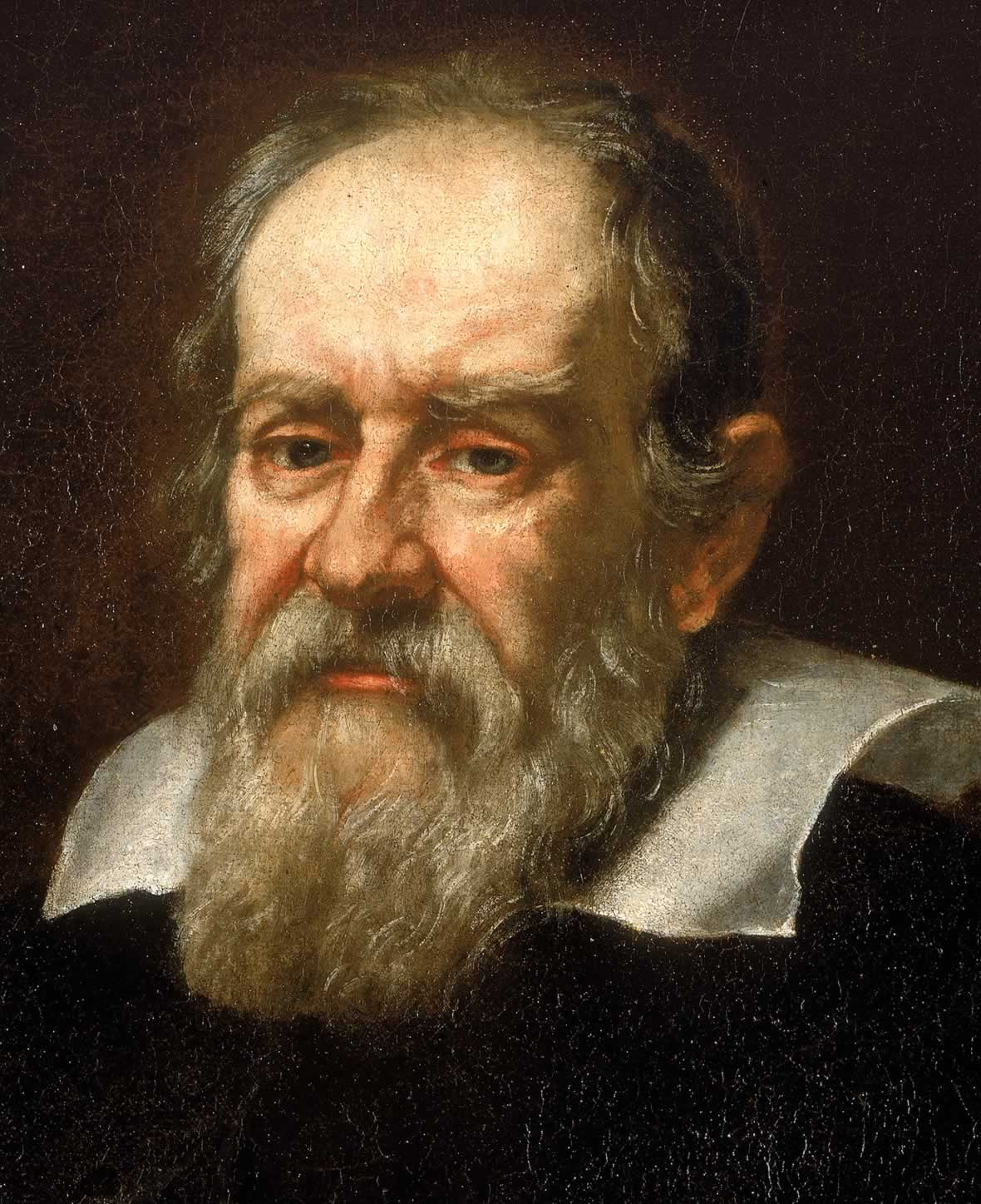
Galilée.

La première observation rapportée des satellites galiléens est faite par Galilée le 7 janvier 1610 à l'aide d'une lunette astronomique ayant un grossissement de 20 à l'Université de Padoue,. Il s'agit des premiers satellites naturels découverts en orbite autour d'une autre planète que la Terre. Cependant, durant cette observation, Galilée ne parvient pas à distinguer Io et Europe en raison de la faible puissance de sa lunette ; les deux sont donc enregistrés comme un seul point de lumière à cette occasion. Le lendemain, il les voit pour la première fois comme des corps séparés : le 8 janvier 1610 est donc considéré comme la date de découverte d'Europe par l'IAU,.

La découverte d'Europe et des autres satellites galiléens est publiée par l'astronome dans son ouvrage Sidereus nuncius en mars 1610. En 1614, dans son Mundus Jovialis, Simon Marius prétend avoir découvert ces objets fin 1609, quelques semaines avant Galilée. Ce dernier met un doute sur cette affirmation et rejette le travail de Marius comme du plagiat. Finalement, la paternité de la découverte de Io est attribuée à celui qui a publié en premier son travail, expliquant que Galilée soit le seul crédité,. En revanche, Simon Marius est le premier à publier des tables astronomiques des mouvements des satellites en 1614,.

### Appellation

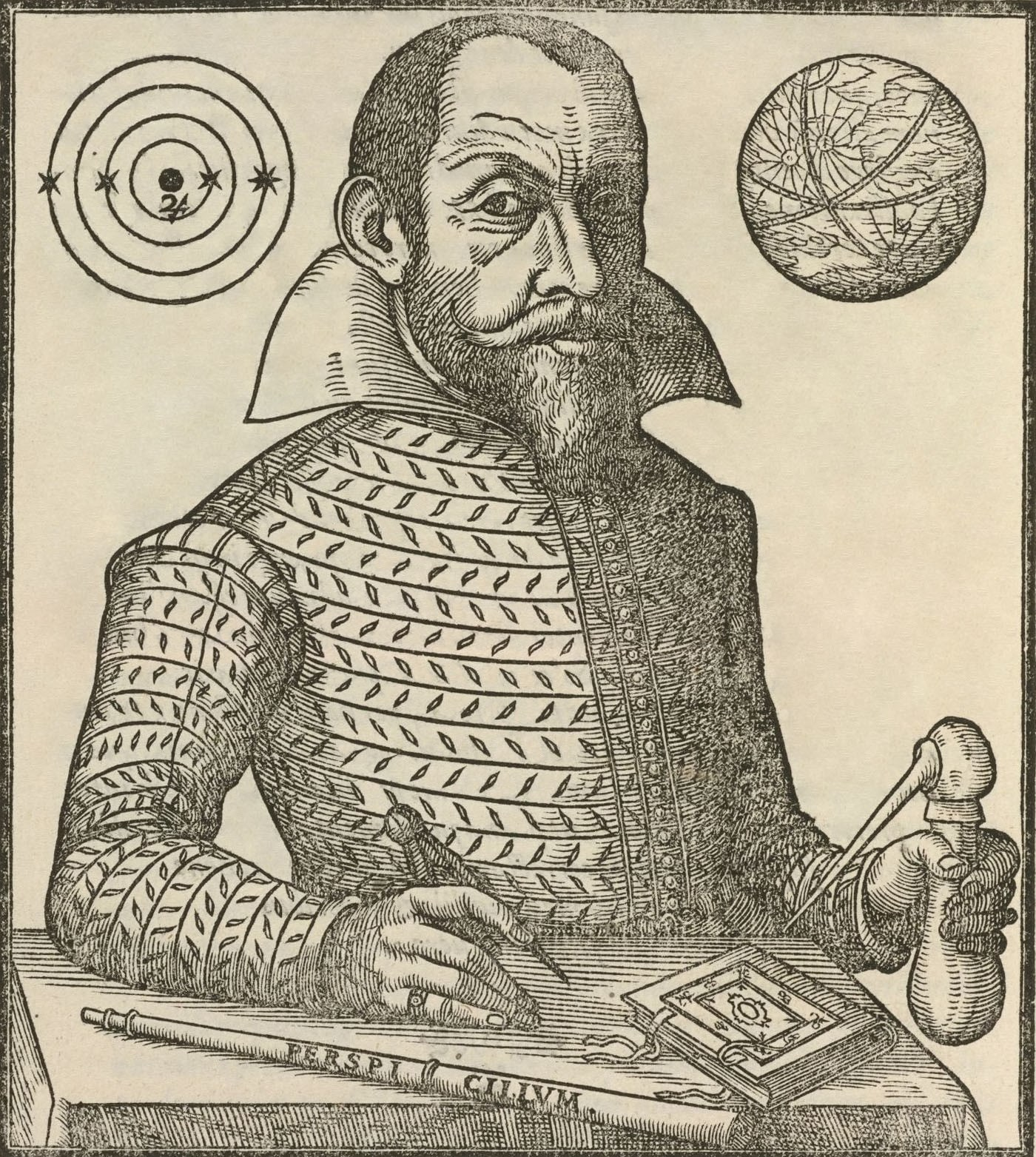
Simon Marius.

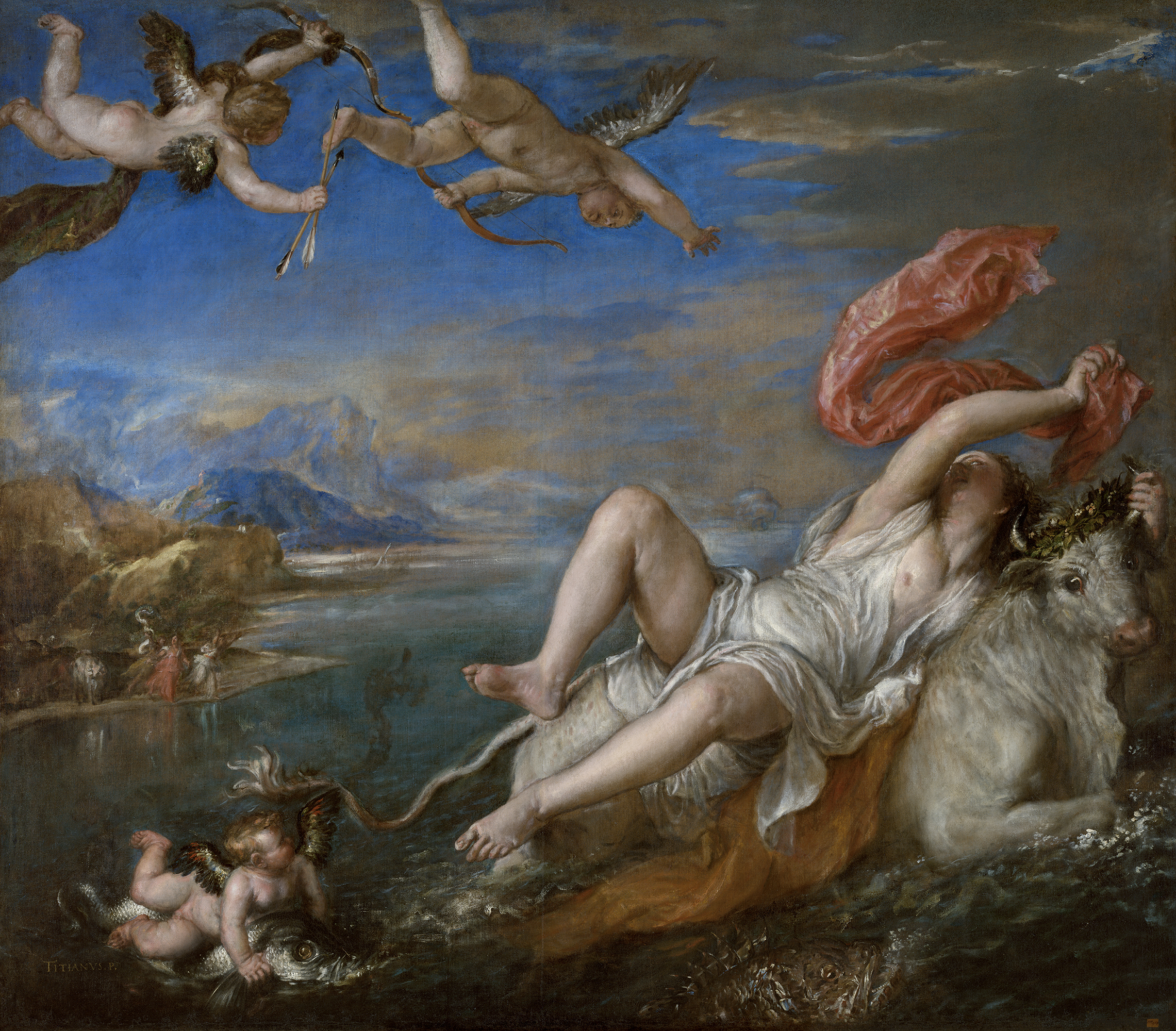
Le Rapt d'Europe par Titien (1562).

Galilée décide en tant que découvreur de nommer ces satellites d'après ses mécènes, la famille Médicis, comme les « étoiles médicéennes »,.
Cependant, bien que Simon Marius ne soit pas crédité pour la découverte des satellites galiléens, ce sont les noms qu'il leur a donnés qui restent dans la postérité,. Dans sa publication de 1614, Mundus Jovialis, il propose des noms pour ces satellites à partir d'une suggestion de Johannes Kepler datant d'octobre 1613. Le schéma de dénomination proposé est que chaque lune soit nommée d'après une amante du dieu grec Zeus ou de son équivalent romain, Jupiter. Il appelle ainsi la deuxième lune la plus intérieure de Jupiter d'après Europe, fille du roi de Tyr et noble phénicienne de la mythologie grecque, qui fut courtisée par Zeus sous forme d'un taureau blanc puis devint reine de Crète,.

Il commente également : 

« Tout d'abord, trois jeunes femmes qui ont été captivées par Jupiter pour un amour secret seront honorées, [à savoir] Europe, la fille d'Agenor (...) La deuxième [lune] est appelée par moi Europe (...) Io, Europe, le garçon Ganymède, et Callisto ont fait le bonheur du luxurieux Jupiter. »,

— Simon Marius, Mundus Jovialis
Ces noms ne sont largement adoptés que des siècles plus tard, vers le milieu du XXe siècle,. Dans une grande partie de la littérature astronomique antérieure, Europe était généralement désigné par sa désignation numérique romaine comme « Jupiter II » ou comme « le deuxième satellite de Jupiter », ce qui perd en popularité après la découverte de satellites ayant des orbites plus intérieures comme Amalthée.

### Observations ultérieures au télescope

Europe et Jupiter vus par Hubble en 2020.

Pendant les deux siècles et demi suivants, Europe demeure un point lumineux non résolu de magnitude 5 à l'opposition dans les télescopes des astronomes. Au cours du XVIIe siècle, Europe et les autres satellites galiléens sont utilisés de diverses façons, comme pour aider les marins à déterminer leur longitude, valider la troisième loi de Kepler sur le mouvement des planètes ou encore déterminer le temps nécessaire à la lumière pour voyager entre Jupiter et la Terre. Grâce à des éphémérides produits par Jean-Dominique Cassini, Pierre-Simon de Laplace crée une théorie mathématique pour expliquer la résonance orbitale de Io, Europe et Ganymède. Cette résonance s'est avérée plus tard avoir un effet profond sur les géologies des trois lunes.
À partir des années 1970, la majorité des informations sur la lune sont obtenues grâce à l'exploration spatiale. Cependant, à la suite de la destruction planifiée de Galileo dans l'atmosphère de Jupiter en septembre 2003, les observations d'Europe viennent de télescopes terrestres ou spatiaux. En particulier, l'imagerie d'Hubble ou de l'Observatoire Keck à Hawaï permettent de surveiller la lune et d'observer ce qui s'apparente à des panaches,,.

## Exploration

### Missions passées

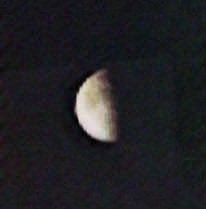
Europe par Pioneer 10.

L'exploration d'Europe débute avec les survols de Jupiter des sondes jumelles Pioneer 10 et Pioneer 11 en 1973 et 1974 respectivement. Les premières photos de la lune — et des autres grandes lunes en général — sont néanmoins de faible résolution par rapport aux missions ultérieures. 

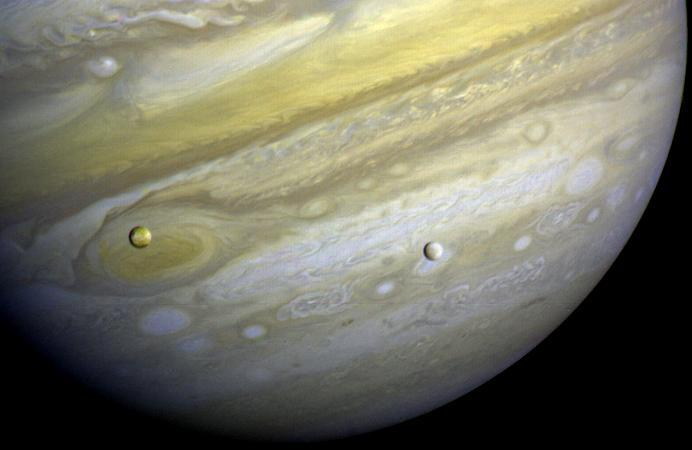
Io à gauche et Europe à droite, prises en 1979 par Voyager 1.

Les deux autres sondes jumelles Voyager 1 et Voyager 2 traversent le système jovien en 1979 et réalisent 33 000 photos de Jupiter et de ses satellites. Elles fournissent des images plus détaillées de la surface jeune et glacée d'Europe, laissant suspecter une activité tectonique en cours. Ces images amènent également de nombreux scientifiques à spéculer sur la possibilité d'un océan liquide souterrain.
À partir de 1995 et pendant huit ans, la sonde spatiale Galileo est mise en orbite autour de Jupiter. Elle fournit l'examen le plus détaillé des lunes galiléennes existant. Il comprend notamment la « Mission Galileo Europa » et la « Mission Galileo Millennium », avec de nombreux survols rapprochés d'Europe. Les buts de ces missions se sont étendus de l'étude chimique d'Europe jusqu'à la recherche de vie extraterrestre dans son océan subglaciaire. Lorsque la mission Galileo prend fin, la NASA dirige la sonde vers Jupiter pour qu'elle y réalise une destruction contrôlée le 21 septembre 2003. Ceci est une précaution pour éviter que la sonde, a priori non stérile, ne vienne heurter par le futur Europe et ne la contamine avec des microorganismes terrestres.

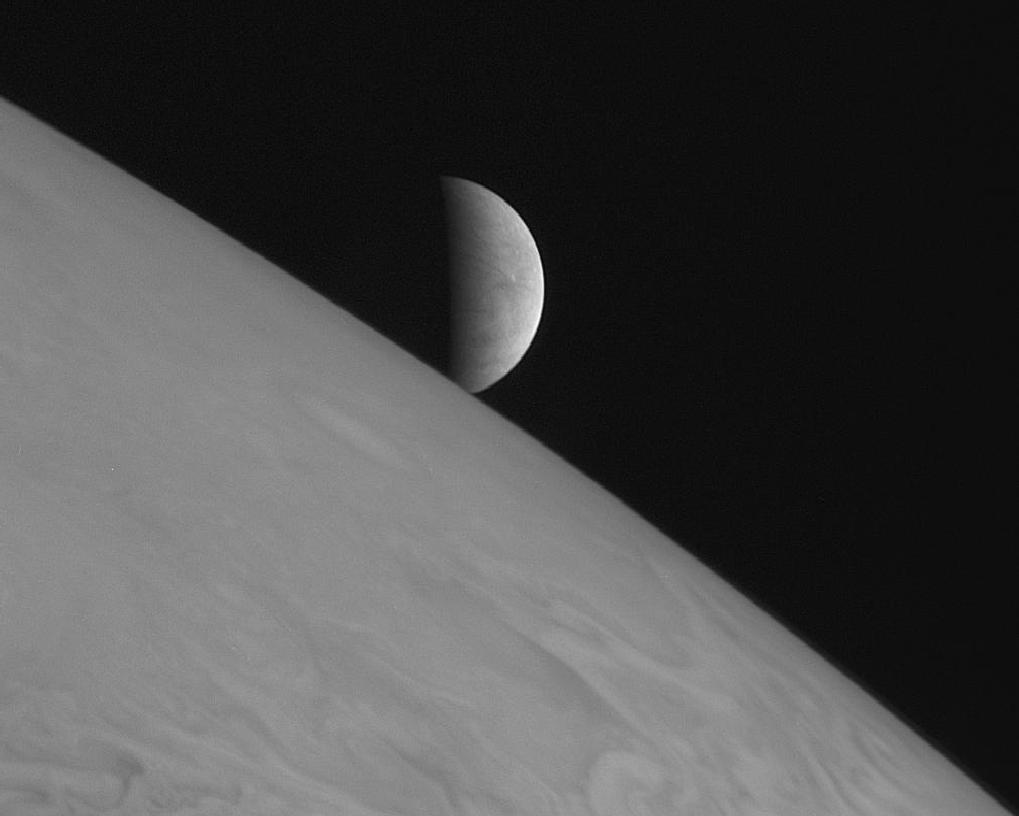
Lever d'Europe au-dessus de Jupiter par New Horizons.

En 2007, New Horizons prend des images d'Europe lors de son survol du système jovien alors qu'elle se dirige vers Pluton,.

### Missions futures
Les conjectures concernant la vie extraterrestre fournissent une grande visibilité médiatique à Europe et ont conduit à un lobbying constant pour des missions la concernant,. Les objectifs de ces missions vont de l'examen de la composition chimique d'Europe à la recherche de la vie extraterrestre dans ses hypothétiques océans souterrains,. Cependant, de telles missions robotiques vers Europe devraient bénéficier d'équipement particuliers pour supporter l'environnement à fort rayonnement autour de Jupiter.

En 2006, Robert T. Pappalardo, professeur assistant au laboratoire de physique atmosphérique et spatiale de l'université du Colorado à Boulder, dit à ce sujet : 

« Nous avons dépensé pas mal de temps et de travail pour essayer de savoir si Mars a jamais été un habitat possible. Europe paraît l'être aujourd'hui. Il faudrait le confirmer … Europe semble avoir tous les ingrédients nécessaires … et non seulement il y a quatre milliards d'années … mais encore aujourd'hui. »

— Robert T. Pappalardo

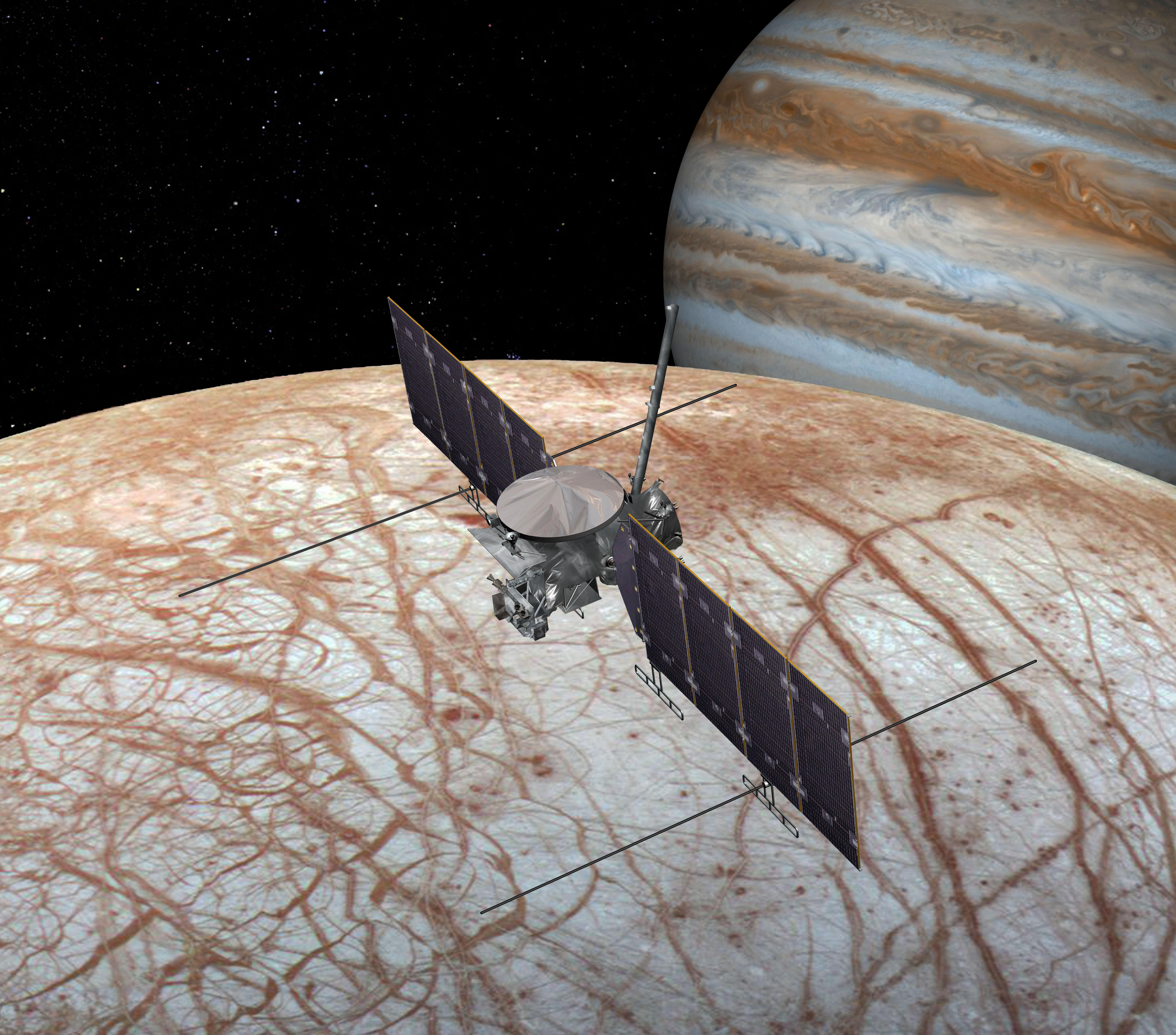
Vue d'artiste dEuropa Clipper.

En conséquence, une mission vers Europe est recommandée par le US Planetary Science Decadal Survey en 2011,. En réponse, la NASA commande des études de concept d'un atterrisseur destiné à Europe, ainsi que des concepts pour une sonde réalisant des survols multiples ou un orbiteur,. L'option d'un orbiteur se concentrerait sur l'analyse des océans subglaciaires, tandis que les survols permettraient une étude chimique et énergétique.
Le projet d'un engin réalisant de multiples survols est concrétisé en juillet 2013 sous le nom d'Europa Clipper,. Présenté par le Jet Propulsion Laboratory (JPL) et le Applied Physics Laboratory (APL), il est formellement accepté par la NASA en mai 2015. L'objectif de cette sonde est d'enquêter sur l'habitabilité de la lune et d'aider à sélectionner des sites pour un futur atterrisseur. Elle ne serait pas en orbite autour d'Europe, mais plutôt autour de Jupiter et effectuerait 45 survols à basse altitude d'Europe au cours de sa mission envisagée,.

En 2012, l'Agence spatiale européenne annonce planifier le Jupiter Icy Moon Explorer (JUICE) dans le cadre du programme spatial scientifique Cosmic Vision pour la décennie 2015-2025, une mission vers le système jovien qui devrait se placer sur l'orbite de Ganymède. Le lancement de JUICE a eu lieu le 14 avril 2023, avec une arrivée à Jupiter estimée à octobre 2029. Cette mission est surtout axée sur l'étude de Ganymède mais comprend deux survols d'Europe,. 

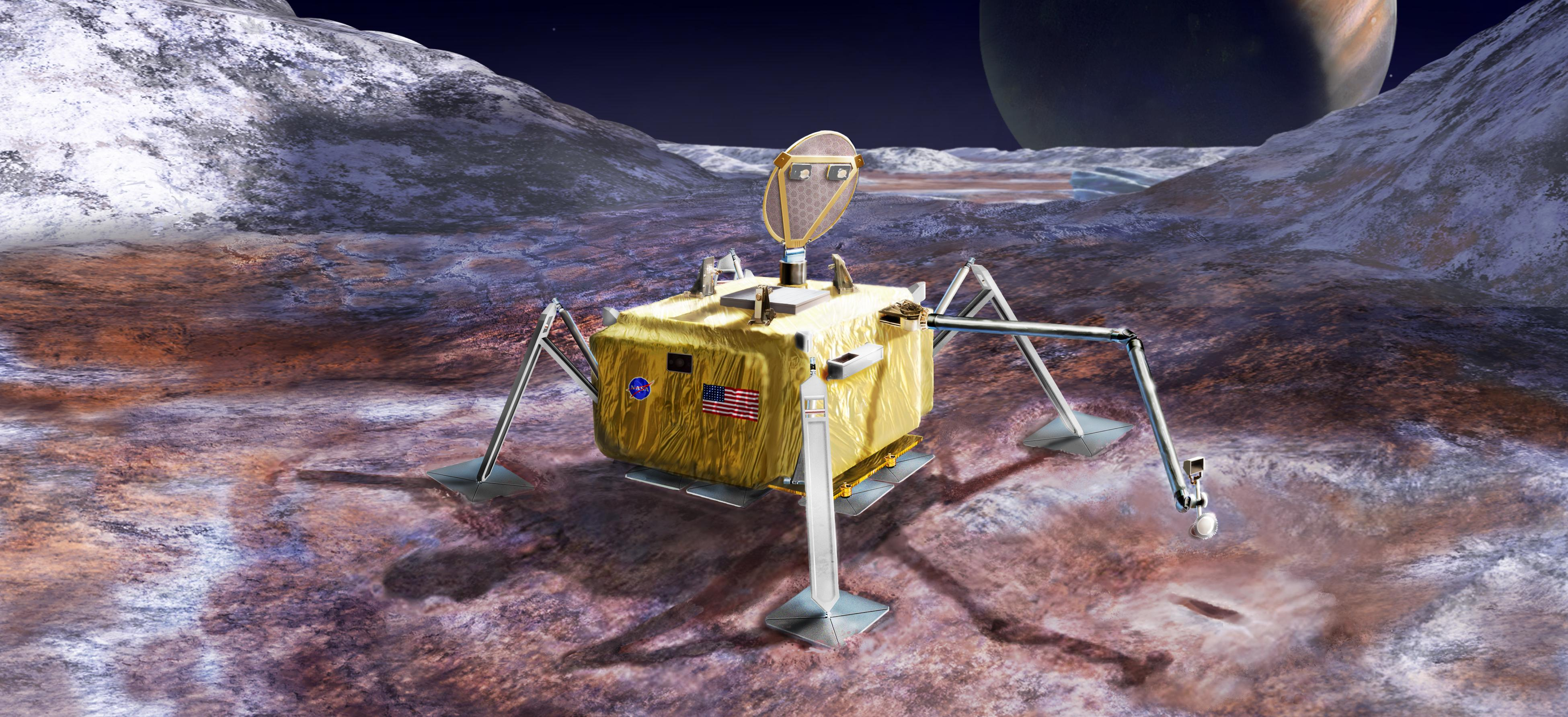
Vue d'artiste dEuropa Lander.

Le 13 janvier 2014, un financement de 80 millions de dollars est destiné à la poursuite d'études sur le concept d'une mission vers Europe,. En 2018, la NASA propose Europa Lander en tant que mission conceptuelle d’atterrisseur à l'étude. Cependant, Europe pourrait être recouverte de hautes pointes de glace, ce qui poserait problème pour tout atterrissage potentiel à sa surface,.

### Propositions annulées
En 1997, la mission Europa Orbiter, avec pour objectif l'étude de l'océan et son interaction avec la structure de la lune, est proposée par la NASA,. Elle est approuvée en 1999 mais finalement annulée en 2002.
Au début des années 2000, Jupiter Europa Orbiter dirigé par la NASA et le Jupiter Ganymede Orbiter dirigé par l'ESA sont proposés ensemble dans le cadre d'une mission commune, aussi appelée Europa Jupiter System Mission, du programme Flagship vers les lunes de Jupiter avec un lancement alors prévu pour 2020. En février 2009, la priorité devient cependant le Titan Saturn System Mission et ces projets sont annulés,.
Le plan très ambitieux Jupiter Icy Moons Orbiter (JIMO), un orbiteur des lunes glacées de Jupiter utilisant un réacteur à neutrons rapides, est approuvé en 1999 mais annulé en 2005 à cause de son coût,. Il faisait partie du projet Prometheus.

### Autres concepts

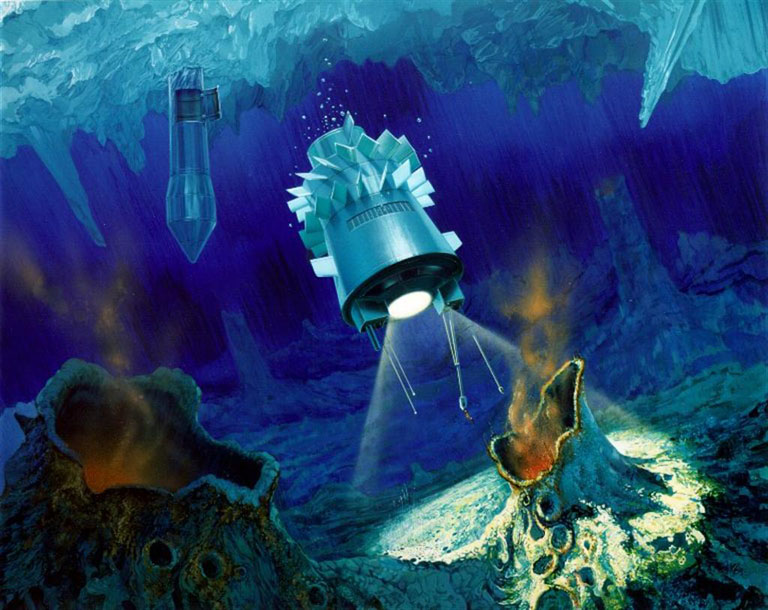
Dessin d'un cryobot déployant un hydrobot dans l'océan d'Europe.

Des idées ambitieuses de projets futurs sont également émises, restant cependant à l'état de projet.
Par exemple, une mission connue sous le nom d'Ice Clipper utiliserait un impacteur d'une façon similaire à Deep Impact : un impact contrôle à la surface d'Europe serait réalisé, créant une gerbe d'éjecta ensuite collectés par une petite sonde afin de rechercher des biosignatures potentiellement situées dans le sous-sol peu profond,,.
Une autre proposition datant du début des années 2000 consiste en une grande « sonde de fusion » — aussi appelée cryobot — à propulsion nucléaire qui se fraierait un chemin dans la glace par fusion, jusqu'à déboucher dans l'océan subglaciaire,. Là, elle mettrait en fonction un véhicule sous-marin autonome — aussi appelé hydrobot —, qui pourrait récolter toutes informations utiles et les renvoyer sur Terre. Le cryobot aussi bien que l'hydrobot devront bénéficier d'une forme de stérilisation extrême afin d'empêcher une potentielle contamination d'Europe par des germes terrestres, et leur détection comme germes natifs. Cette approche suggérée, nommée NEMO, n'a cependant pas encore atteint un stade de planification conceptuelle formelle.
Finalement, un projet d'essaim de mini-sondes de la taille d'un timbre postal largués sur la lune pour y dresser une carte gravitationnelle et y réaliser une analyse chimique de la surface est annoncé en 2014.
À long terme, la possibilité d'une tentative de colonisation d'Europe est parfois évoquée,.

## Dans la culture

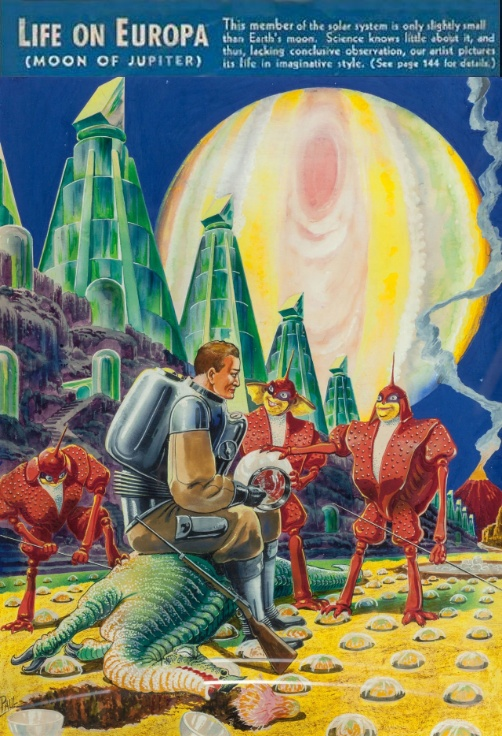
Couverture dAmazing Stories de septembre 1940 imaginant des humanoïdes sur Europe.

Faisant partie des lunes galiléennes, Europe a toujours été un décor propice à la science-fiction depuis, entre autres, Redemption Cairn (1936) de Stanley G. Weinbaum. La nature de sa surface laisse place à la spéculation, comme dans ce dessin ci-dessous à gauche dans un livre d'astronomie russe du début du XXe siècle. Un peu plus tard, en 1940, Europe est représentée comme le lieu de vie d'humanoïdes sur une couverture du magazine pulp Amazing Stories (ci-contre à droite). 

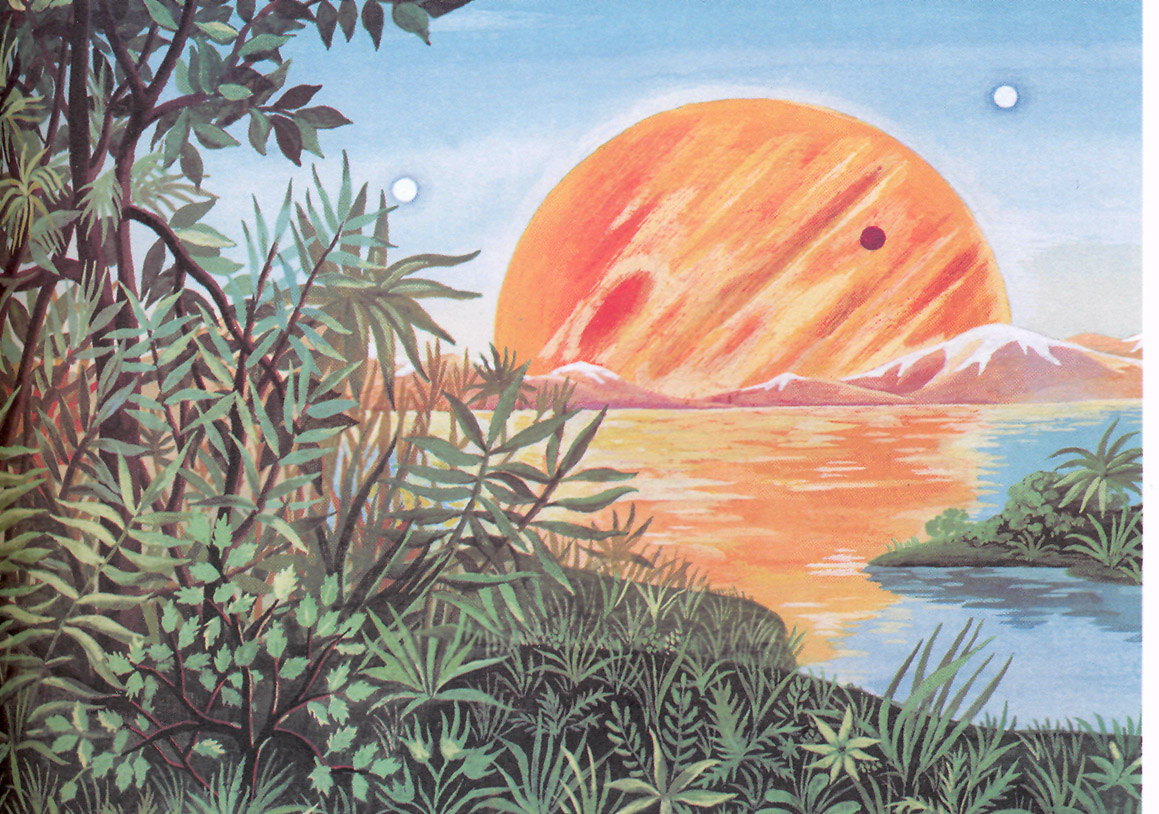
Dessin de 1903 imaginant un océan liquide et une vie luxuriante à la surface d'Europe.

Avant les années 1980 et la découverte de sa nature lors de diverses missions d'exploration spatiale, la lune est citée comme un endroit exotique sans propriétés définies à part son nom et sa localisation, comme dans Spacehounds of IPC d'Edward Elmer Smith. Le roman 2010 : Odyssée deux (1982) d'Arthur C. Clarke est souvent mentionné comme sa représentation la plus célèbre en science-fiction, les astronautes la survolant recevant l'énigmatique message : « Ne tentez aucun atterrissage ici » (en anglais : Attempt no landing there),. Ce signe de vie fictionnel suit alors les informations réelles de la découverte d'une géologie active sur la lune et cette citation est par ailleurs régulièrement utilisée dans des articles de presse traitant de la lune,,.
Par la suite, la lune est de nouveau représentée en fonction des découvertes scientifiques la concernant avec l'espoir d'y trouver la vie, comme dans The Forge of God (1987) de Greg Bear où sa glace est utilisée pour terraformer des planètes et La Guerre tranquille (2008) de Paul J. Mc Auley où des traces d'organismes vivants sont présentes dans l'océan souterrain de la lune. Avec les autres lunes galiléennes, elle est également le décor principal du Rêve de Galilée (2009) de Kim Stanley Robinson,.
Au cinéma, la lune est notamment le lieu de l'action du film Europa Report (2013) de Sebastián Cordero, présentant une équipe d'astronautes en direction d'Europe afin d'y chercher une vie extraterrestre,. Le film est ensuite salué pour son réalisme quant à la représentation d'un tel voyage interplanétaire. Plus anciennement, la lune est un décor de l'adaptation cinématographique de 2010 : Odyssée deux, 2010 : L'Année du premier contact (1984) de Peter Hyams, ou d'un épisode de la série d'animation Futurama (1999) de Matt Groening.
Du fait de son apparence caractéristique, elle apparaît également dans des niveaux de jeux vidéo tels que Call of Duty : Infinite Warfare (2016) ou Galaga : Objectif Terre (2000). Elle est aussi la planète où se déroule les événements du DLC Beyond Light de Destiny 2, ainsi que ceux de Barotrauma.